# Marit Bjørgen
Marit Bjørgen (lub Marit Bjoergen, ur. 21 marca 1980 w Trondheim) – norweska biegaczka narciarska, wielokrotna medalistka igrzysk olimpijskich i mistrzostw świata, czterokrotna zdobywczyni Pucharu Świata, trzykrotna zdobywczyni Małej Kryształowej Kuli w klasyfikacji dystansowej, pięciokrotna zdobywczyni Małej Kryształowej Kuli w klasyfikacji sprinterskiej oraz zwyciężczyni Tour de Ski.
Jest samodzielną rekordzistką w liczbie zwycięstw oraz miejsc na podium w zawodach Pucharu Świata oraz wielokrotną mistrzynią olimpijską i świata, a także najbardziej utytułowaną sprinterką w historii Pucharu Świata.

## Kariera
Marit Bjørgen urodziła się w Trondheim, ale dorastała w Rognes, w gminie Midtre Gauldal, stąd wziął się jej przydomek – „Gauldal express”. Profesjonalne treningi rozpoczęła w wieku dwunastu lat w klubie Rognes IL. Od tego czasu trenowała z grupą sześciu rówieśników, jednocześnie pomagając rodzicom na farmie. Pierwsze zawody wygrała w 1993 roku w Szwecji.
W lutym 1999 roku wystartowała na mistrzostwach świata juniorów w Saalfelden, gdzie zdobyła brązowy medal w sztafecie, a w biegu na 5 km techniką klasyczną zajęła ósme miejsce. Pod koniec tego roku, 27 grudnia Marit zadebiutowała w Pucharze Świata zajmując 39. miejsce w sprincie techniką klasyczną w szwajcarskim Engelbergu. W sezonie 1999/2000 wystartowała jeszcze czterokrotnie, lecz także nie zdobyła punktów, przez co nie została uwzględniona w klasyfikacji generalnej. W styczniu 2000 roku wzięła udział w mistrzostwach świata juniorów w Štrbskim Plesie, gdzie ponownie była trzecia w sztafecie, zajmując też 21. miejsce w sprincie stylem dowolnym oraz 37. miejsce w biegu na 5 km tą samą techniką.
Sezon 2000/2001 rozpoczęła od zajęcia 43 i 50. miejsca w Beitostølen 25 i 29 listopada 2000 roku. Nie wystartowała w czterech kolejnych biegach, jednak już w kolejnym starcie, 28 grudnia 2000 roku w Engelbergu zdobyła swoje pierwsze punkty, zajmując 17. miejsce w sprincie stylem klasycznym. Był to równocześnie jej najlepszy wynik w tym sezonie, mimo że punkty zdobywała jeszcze sześciokrotnie. W klasyfikacji generalnej dało jej to 53. miejsce. W styczniu 2001 roku po raz pierwszy wzięła udział w seniorskich mistrzostwach Norwegii, zdobywając brązowy medal w biegu na 5 km stylem klasycznym. Miesiąc później, na mistrzostwach świata w Lahti była dziewiętnasta w biegu łączonym na 10 km, a w biegu na 10 km techniką klasyczną zajęła 24. miejsce.
Przyzwoite starty w sezonie 2001/2002 dały jej 32. pozycję w klasyfikacji generalnej. Zaczęła od zajęcia czternastego miejsca w biegu na 10 km techniką klasyczną w fińskim Kuopio 24 listopada 2001 roku. Dobrze prezentowała się także we włoskim Cogne w dniach 8 i 9 grudnia, gdzie zajęła odpowiednio czternaste miejsce w biegu na 5 km stylem klasycznym oraz piętnaste w sprincie stylem dowolnym. Zdarzały się jednak także zupełnie nieudane starty, jak np. 12 grudnia w Brusson, gdzie zajęła 59. miejsce na 10 km techniką dowolną. Zajęła ponadto 16. miejsce w biegu na 10 km stylem klasycznym w Davos 15 grudnia oraz 20. miejsce 8 stycznia w Val di Fiemme na dystansie 15 km stylem klasycznym. Następne starty Bjørgen to już igrzyska olimpijskie w Salt Lake City w 2002 roku. Wspólnie z Bente Skari, Hilde Gjermundshaug Pedersen i Anitą Moen wywalczyła tam srebrny medal w sztafecie 4 × 5 km. Norweżki przegrały walkę o złoty medal z reprezentantkami Niemiec o zaledwie 1,3 sekundy. W swoim najlepszym indywidualnym starcie, na 30 km techniką klasyczną, Marit zajęła czternaste miejsce. Po powrocie do startów pucharowych zajęła między innymi osiemnaste miejsce w sprincie techniką klasyczną 5 marca w Sztokholmie, szesnaste w tej samej konkurencji 13 marca w Oslo oraz trzynaste na dystansie 58 km techniką klasyczną 23 marca 2002 roku w Lillehammer.
Przełom nastąpił w sezonie 2002/2003. Już w pierwszych zawodach cyklu, 26 października 2002 roku w Düsseldorfie, nie tylko po raz pierwszy stanęła na podium zawodów PŚ, ale od razu odniosła zwycięstwo w sprincie techniką dowolną. Opuściła następne zawody i wystartowała w biegu na 10 km techniką klasyczną 30 listopada w Ruce, lecz zajęła dopiero 49. miejsce. Jeszcze gorzej wypadła na tym samym dystansie techniką dowolną 7 grudnia w Davos, gdzie była pięćdziesiąta. Od tej pory było tylko lepiej. Już 11 grudnia w Clusone wygrała sprint stylem dowolnym, trzy dni później w Cogne była piąta w biegu na 15 km techniką klasyczną, a następnego dnia zajęła drugie miejsce w sprincie tą samą techniką, ustępując tylko Bente Skari. W austriackim Linzu była szósta w sprincie stylem dowolnym, a dzień później w Ramsau była druga za Skari w biegu łączonym na 10 km. Wygrała także sprint techniką dowolną w Reit im Winkl 12 lutego 2003 roku, a trzy dni później w Asiago była czwarta w biegu na 5 km stylem klasycznym. Na mistrzostwach świata w Val di Fiemme wraz z Anitą Moen, Hilde Pedersen i Vibeke Skofterud zdobyła srebrny medal w sztafecie. Ponadto zdobyła także swój pierwszy medal indywidualny wygrywając sprint techniką dowolną, wyprzedzając Claudię Künzel z Niemiec oraz Hilde Pedersen. W końcówce sezonu wystartowała w czterech biegach, ale punktując tylko dwukrotnie: 11 marca w Drammen zajęła 26. miejsce w sprincie techniką klasyczną, a 20 marca w Borlänge była trzecia w sprincie techniką dowolną, ulegając Bente Skari oraz Kanadyjce Beckie Scott. Wyniki te pozwoliły jej zająć szóste miejsce w klasyfikacji generalnej oraz dały Małą Kryształową Kulę za triumf w klasyfikacji sprinterskiej.
Nie wystartowała tylko w dwóch biegach w sezonu 2003/2004. Od początku startowała na wysokim poziomie. W trzech pierwszych startach cyklu była kolejno: piąta w Düsseldorfie 25 października, szósta w Beitostølen 22 listopada oraz czwarta w Ruce 28 listopada 2003 roku. Czwarta była także w Davos 13 grudnia w biegu na 10 km techniką klasyczną, a trzy dni później w Val di Fiemme zwyciężyła w sprincie tą samą techniką. Po pięciu kolejnych biegach w których plasowała się na przełomie pierwszej i drugiej dziesiątki, wygrała sprint techniką dowolną 18 stycznia 2004 roku w czeskim Novym Měscie. Od startu w biegu na 10 km techniką dowolną 6 lutego we francuskim La Clusaz startowała we wszystkich kolejnych zawodach. Z dziesięciu ostatnich biegów Marit Bjørgen wygrała aż pięć: sprint techniką klasyczną w Sztokholmie 18 lutego i Drammen 26 lutego oraz sprint techniką dowolną w Trondheim 24 lutego, 5 marca w Lahti i 12 marca w Pragelato. Była także trzecia 22 lutego w szwedzkiej miejscowości Umeå w biegu na 10 km stylem klasycznym, ulegając jedynie Czeszce Kateřinie Neumannovej oraz Hilde G. Pedersen. Łącznie w tym sezonie Bjørgen ośmiokrotnie stawała na podium, z czego wygrała osiem biegów i raz była trzecia. Dało jej to drugie miejsce w klasyfikacji generalnej, za Włoszką Gabriellą Paruzzi. Ponadto po raz drugi z rzędu wygrała klasyfikację sprinterską.
Formę najwyższego rzędu zaprezentowała w sezonie 2004/2005. Wtedy jej osobistym trenerem został Svein Tore Samdal. Z dwudziestu indywidualnych zawodów Bjørgen wygrała dziesięć, przy czym ani razu nie zajęła miejsca niższego niż piąte. Wygrała sprint stylem dowolnym na inaugurację cyklu w Düsseldorfie oraz bieg na 10 km techniką klasyczną w Gällivare 20 listopada 2004 roku. W dniach 26 i 28 listopada w Ruce była czwarta w biegu na 10 km stylem dowolnym oraz trzecia na tym samym dystansie stylem klasycznym. Następnie zwyciężyła 5 grudnia w sprincie techniką klasyczną w Bernie, 6 dni później w biegu łączonym na 15 km w Lago di Tesero oraz 14 grudnia w Asiago w sprincie techniką dowolną. Nie wystartowała 18 grudnia w Ramsau, ale za to wygrała bieg na 15 km stylem klasycznym w estońskim Otepää 8 stycznia 2005 roku. W Novym Měscie była druga w biegu na 10 km stylem dowolnym, 16 stycznia wygrała tam sprint stylem klasycznym. Opuściła start w Pragelato, wracając 12 lutego w Reit im Winkl, gdzie zajęła czwarte miejsce na 10 km techniką dowolną. Następnego dnia była druga w sprincie klasykiem, ustępując tylko Fince Virpi Kuitunen. Podczas mistrzostw świata w Oberstdorfie razem z Vibeke Skofterud, Hilde G. Pedersen i Kristin Størmer Steirą zdobyła złoty medal w sztafecie. Złote medale zdobyła także w biegu na 30 km stylem klasycznym oraz wraz z Pedersen w sprincie drużynowym. Ponadto Norweżka zdobyła srebrny medal w biegu łączonym, ulegając tylko Rosjance Julji Czepałowej oraz brązowy medal w biegu na 10 km techniką dowolną, w którym lepsze były tylko Neumannová i Czepałowa. Po powrocie do rywalizacji pucharowej Bjørgen nie wystartowała w Lahti 5 i 6 marca, ale już 9 marca w Drammen była piąta w sprincie techniką klasyczną. W pozostałych trzech konkursach sezonu zwyciężyła: 23 marca w Oslo wygrała bieg na 30 km klasykiem, 16 marca w Göteborgu sprint stylem dowolnym, a 19 marca w Falun była najlepsza w biegu na 15 km stylem dowolnym. W klasyfikacji generalnej zwyciężyła z dużą przewagą nad Neumannovą i Kuitunen, co więcej wygrała także w klasyfikacji dystansowej oraz sprinterskiej (trzeci raz z rzędu). W tym sezonie wywalczyła także swoje pierwsze mistrzostwo kraju, zwyciężając w sprincie techniką klasyczną.

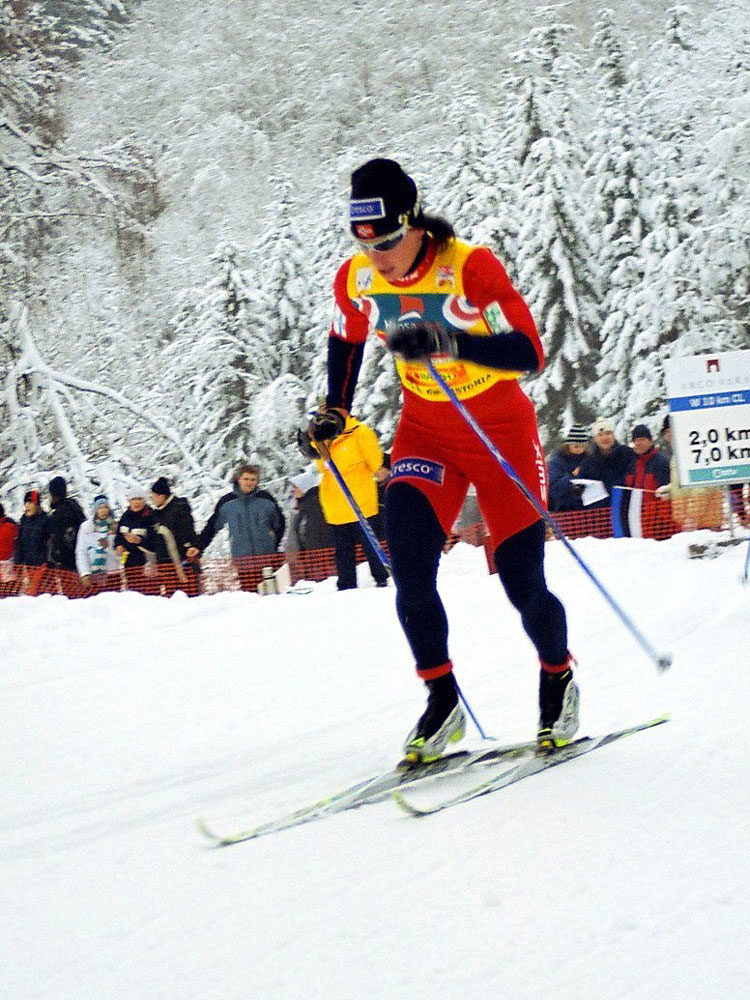
Marit Bjørgen w sezonie 2005/2006

Od trzech zwycięstw z rzędu zaczęła także sezon 2005/2006. W Düsseldorfie była najlepsza w sprincie techniką dowolną, w Beitostølen 19 listopada i tydzień później w Ruce wygrała 10 km stylem klasycznym. Drugiego dnia w Ruce była czwarta w biegu na 10 km stylem dowolnym, a w kanadyjskim Vernon wygrała bieg łączony na 15 km, a w sprincie stylem dowolnym była szósta. W tym czasie do rywalizacji przystąpiła Beckie Scott, która w dalszej części sezonu okazała się główną rywalką Bjørgen w walce o Kryształową Kulę. Marit Bjørgen opuściła starty w Canmore, co wykorzystała Scott, zajmując drugie i pierwsze miejsce. Norweżka po dobrych startach w Otepää, gdzie plasowała się w pierwszej dziesiątce, zajęła trzecie miejsce w biegu na 15 km techniką dowolną w Lago di Tesero. Kanadyjka tam nie startowała, jednak pod nieobecność Bjørgen w Oberstdorfie wygrała bieg łączony, a w sprincie stylem klasycznym była szósta. Beckie Scott zajęła także wysokie pozycje podczas zawodów w Davos, gdzie Norweżka zdecydowała się nie startować. Dzięki dobrym wynikom Bjørgen w ostatnich sezonach i medalach zdobytych na mistrzostwach świata w Oberstdorfie, oczekiwania wobec niej w związku z igrzyskami olimpijskimi w Turynie były bardzo duże. Na igrzyskach tych zdobyła jednak tylko jeden medal – w biegu na 10 km techniką klasyczną zajęła drugie miejsce za Estonką Kristiną Šmigun. Był ponadto czwarta w sprincie drużynowym, piąta w sztafecie, osiemnasta w sprincie techniką dowolną, a biegu łączonego na 15 km nie ukończyła. W końcówce sezonu Norweżka wygrała na dystansie 45 km techniką klasyczną 4 marca w Mora, trzy dni później była druga w Borlänge w sprincie stylem dowolnym, a 8 marca w Falun była ósma w biegu łączonym na 10 km. Beckie Scott była odpowiednio jedenasta, dziesiąta i trzecia. 9 marca w Drammen Scott zajęła drugie miejsce, a Bjørgen była dziewiąta. Dwa dni później w Oslo Scott była czwarta w biegu na 30 km, którego Marit nie ukończyła. Sprint stylem dowolnym w chińskim Changchun wygrała Bjørgen, wyprzedzając Scott i swą rodaczkę, Ellę Gjømle. Przed ostatnimi zawodami – biegiem łączonym na 15 km 19 marca w japońskim Sapporo, w klasyfikacji generalnej prowadziła Bjørgen z przewagą 66 punktów nad Kanadyjką. By zdobyć Kryształową Kulę Scott musiała wygrać zawody, przy czym Bjørgen nie mogła zająć miejsca wyższego niż ósme. Scott wygrała bieg, jednak Norweżka zajęła czwartą pozycję, dzięki czemu obroniła tytuł sprzed roku. W ostatecznej klasyfikacji generalnej Bjørgen zgromadziła 1036 punktów, wyprzedzając Beckie Scott (1020 punktów) i Juliję Czepałową (780 punktów). Norweżka wygrała także, po raz czwarty z rzędu w klasyfikacji sprinterskiej. Na mistrzostwach kraju obroniła tytuł zdobyty w sprincie, a ponadto wygrała także na 10 km stylem dowolnym.
Zwycięstwem rozpoczęła także sezon 2006/2007. Odniosła je 28 października w Düsseldorfie w sprincie stylem dowolnym. Na podium stawała także: 18 listopada w Gällivare w biegu na 10 km stylem dowolnym, gdzie była trzecia oraz w obu zawodach w Ruce. Pierwszego dnia, 25 listopada była trzecia w sprincie stylem klasycznym, a następnego dnia była druga w biegu na 10 km tą samą techniką. Po słabszym występie w Cogne i opuszczeniu zawodów w La Clusaz wystartowała w pierwszej edycji Tour de Ski. Z sześciu etapów tej edycji Marit Bjørgen wygrała 31 grudnia w Monachium, 5 stycznia w Asiago była druga, a 6 stycznia w Val di Fiemme zajęła trzecią pozycję. W pozostałych etapach plasowała się poza czołową dziesiątką, co jednak nie przeszkodziło jej w zajęciu drugiego miejsca w klasyfikacji końcowej za Virpi Kuitunen. Następnie wystartowała w Otepää, gdzie 27 stycznia zajęła czwarte miejsce w biegu na 10 km techniką klasyczną, a następnego dnia była dziewiętnasta w sprincie stylem klasycznym. Na podium stanęła ponownie już 9 lutego w Davos, gdzie zajęła trzecie miejsce w biegu na 10 km stylem dowolnym. Na mistrzostwach świata w Sapporo indywidualnie nie zdobyła medalu. Jej najlepszym solowym wynikiem było dziewiąte miejsce w biegu na 30 km techniką klasyczną. Wspólnie z Astrid Jacobsen zdobyła jednak brązowy medal w sprincie drużynowym, a razem z Jacobsen, Skofterud i Steirą wywalczyła także brązowy medal w sztafecie. Po paru słabszych startach w PŚ wygrała także ostatni bieg sezonu – 24 lutego 2007 roku w Falun triumfowała w biegu na 15 km techniką dowolną. W klasyfikacji generalnej zajęła ostatecznie drugie miejsce, za Virpi Kuitunen, a przed Kateřiną Neumannovą. Na Mistrzostwach Norwegii 2007 zdobyła złote medale w biegu na 10 km stylem dowolnym oraz biegu łączonym na 15 km.
Sezon 2007/2008 był jednym z najsłabszych w jej karierze. Z 31 zawodów tego cyklu Bjørgen wystartowała w dwudziestu, przy czym cztery razy stawała na podium. W Düsseldorfie, 27 października 2007 roku, była druga w sprincie stylem dowolnym, ustępując tylko Rosjance Natalji Matwiejewej. Następnie wygrała bieg na 10 km techniką klasyczną 24 listopada w Beitostølen i 2 grudnia w Ruce. Opuściła starty w Davos i Rybińsku i wróciła na Tour de Ski 2007/2008. Zaczęła od zajęcia czwartego i trzeciego miejsca w pierwszych dwóch etapach odbywających się w Novym Měscie. Trzecia była także w trzecim etapie, sprincie stylem dowolnym w Pradze, jednak w trzech kolejnych etapach plasowała się w okolicach 20. pozycji, a 5 stycznia w Val di Fiemme zrezygnowała z dalszej rywalizacji. Nie pojawiła się także w żadnym z czterech biegów w Canmore. W drugiej części sezonu parokrotnie plasowała się w czołowej dziesiątce, lecz na podium stanęła tylko raz – 23 lutego 2008 roku zajęła drugie miejsce w biegu łączonym na 15 km w Falun. Wyprzedziła ją tylko młodsza rodaczka, Astrid Jacobsen. Po tym jak nie ukończyła TDS dobre wyniki w końcówce sezonu nie wystarczyły, by stanąć na podium klasyfikacji końcowej cyklu. Z dorobkiem 690 punktów Bjørgen została sklasyfikowana na jedenastej pozycji. Na Mistrzostwach Norwegii 2008 zdobyła tylko jeden medal – złoto w biegu łączonym na 15 km. Podobnie sytuacja Norweżki wyglądała w sezonie 2008/2009. Dobrze prezentowała się tylko w pierwszej części cyklu, kiedy to czterokrotnie stawała na podium. Była druga 22 listopada w Gällivare w biegu na 10 km stylem dowolnym i trzecia na tym samym dystansie stylem klasycznym 30 listopada w Ruce i 13 grudnia w Davos. Następnego dnia była także trzecia w sprincie techniką dowolną. W trzeciej edycji Tour de Ski zajęła dziesiątą pozycję, a 24 stycznia 2009 roku w Otepää była szósta w biegu na 10 km stylem klasycznym. W dalszej części sezonu już nie plasowała się w czołowej dziesiątce. Sezon zakończyła na dziesiątej pozycji. Porażką zakończyły się także mistrzostwa świata w Libercu skąd nie przywiozła żadnego medalu. W sztafecie Norweżki z Bjørgen w składzie były czwarte, a indywidualnie Marit najlepiej wypadła w sprincie techniką dowolną, w którym zajęła dziewiąte miejsce. Na mistrzostwach krajowych zdobyła srebro na 10 km klasykiem oraz brąz w sprincie stylem dowolnym.

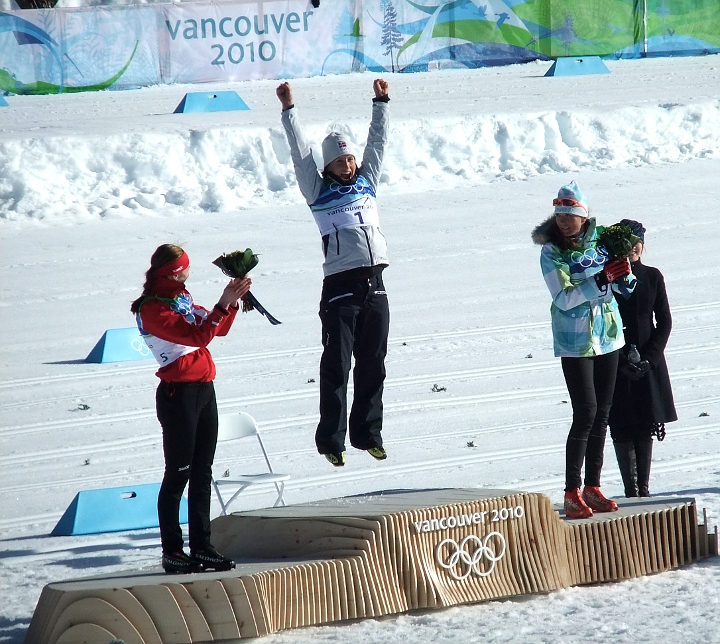
Podium sprintu podczas igrzysk w Vancouver

Po niepowodzeniach w 2009 roku Marit zmieniła metody treningowe, kładąc szczególną uwagę na równowagę, koordynację, wytrzymałość i technikę. Rozpoczęła także współpracę z psychologiem sportowym. Efekty były widoczne już w sezonie 2009/2010. Najważniejszą imprezą były wtedy igrzyska olimpijskie w Vancouver i Norweżka jeszcze przed rozpoczęciem cyklu PŚ, postanowiła, że nie będzie startować we wszystkich zawodach. Na inauguracji sezonu, 21 listopada w Beitostølen zwyciężyła w biegu na 10 km stylem dowolnym, wyprzedzając dwie Szwedki: Charlotte Kallę i Annę Haag. Tydzień później, podczas zawodów w Ruce nie wystąpiła i utraciła pierwsze miejsce w klasyfikacji generalnej na rzecz obrończyni Kryształowej Kuli – Justyny Kowalczyk. 5 grudnia w Düsseldorfie była ósma w sprincie techniką dowolną, a tydzień później w Davos była czwarta na 10 km stylem klasycznym oraz druga w sprincie stylem dowolnym. Podczas zawodów 19 grudnia w słoweńskiej miejscowości Rogla wygrała sprint techniką klasyczną, wyprzedzając Kowalczyk oraz Słowenkę Petrę Majdič. Następnego dnia, w biegu 15 km stylem klasycznym uległa tylko Polce. Zgodnie z wcześniejszymi założeniami Norweżka nie wzięła udziału w Tour de Ski 2009/2010, w którym zwyciężyła Justyna Kowalczyk, przez co szanse Bjørgen na zwycięstwo w klasyfikacji generalnej znacznie zmalały. Do rywalizacji wróciła 16 stycznia 2010 roku w Otepää, gdzie zajęła drugie miejsce za Kowalczyk w biegu na 10 km techniką klasyczną. Następnego dnia w sprincie tą samą techniką była ósma. Opuściła zawody w Rybińsku i Canmore, co wykorzystała Polka czterokrotnie stając na podium i umacniając się na pozycji liderki PŚ. Na igrzyskach olimpijskich w Vancouver Bjørgen zdobyła pięć medali. Najpierw wywalczyła brązowy medal w biegu na 10 km stylem dowolnym, ustępując tylko Charlotte Kalli i Kristinie Šmigun. Dwa dni później została mistrzynią olimpijską w sprincie techniką klasyczną, wyprzedzając Kowalczyk i Majdič. Złoto zdobyła także w biegu łączonym 2 × 7,5 km, w którym bezpośrednio wyprzedziła Annę Haag i Justynę Kowalczyk oraz sztafecie 4 × 5 km, w której obok niej pobiegły Skofterud, Therese Johaug i Steira. Przedostatniego dnia igrzysk zdobyła srebro w biegu na 30 km stylem klasycznym, przegrywając walkę o złoty medal na finiszu z Kowalczyk, do której straciła zaledwie 0,3 sekundy. Po powrocie do rywalizacji pucharowej Norweżka wygrała wszystkie pięć końcowych zawodów, to jednak nie wystarczyło, by dogonić Polkę w klasyfikacji generalnej i sezon ten zakończyła na drugiej pozycji. Marit zajęła również drugie miejsce w klasyfikacji dystansowej i sprinterskiej, w których także najlepsza była Justyna Kowalczyk. Mistrzostwa kraju w 2010 roku przyniosły jej złote medale w biegu łączonym na 15 km, na 10 km stylem dowolnym oraz w sprincie techniką klasyczną.

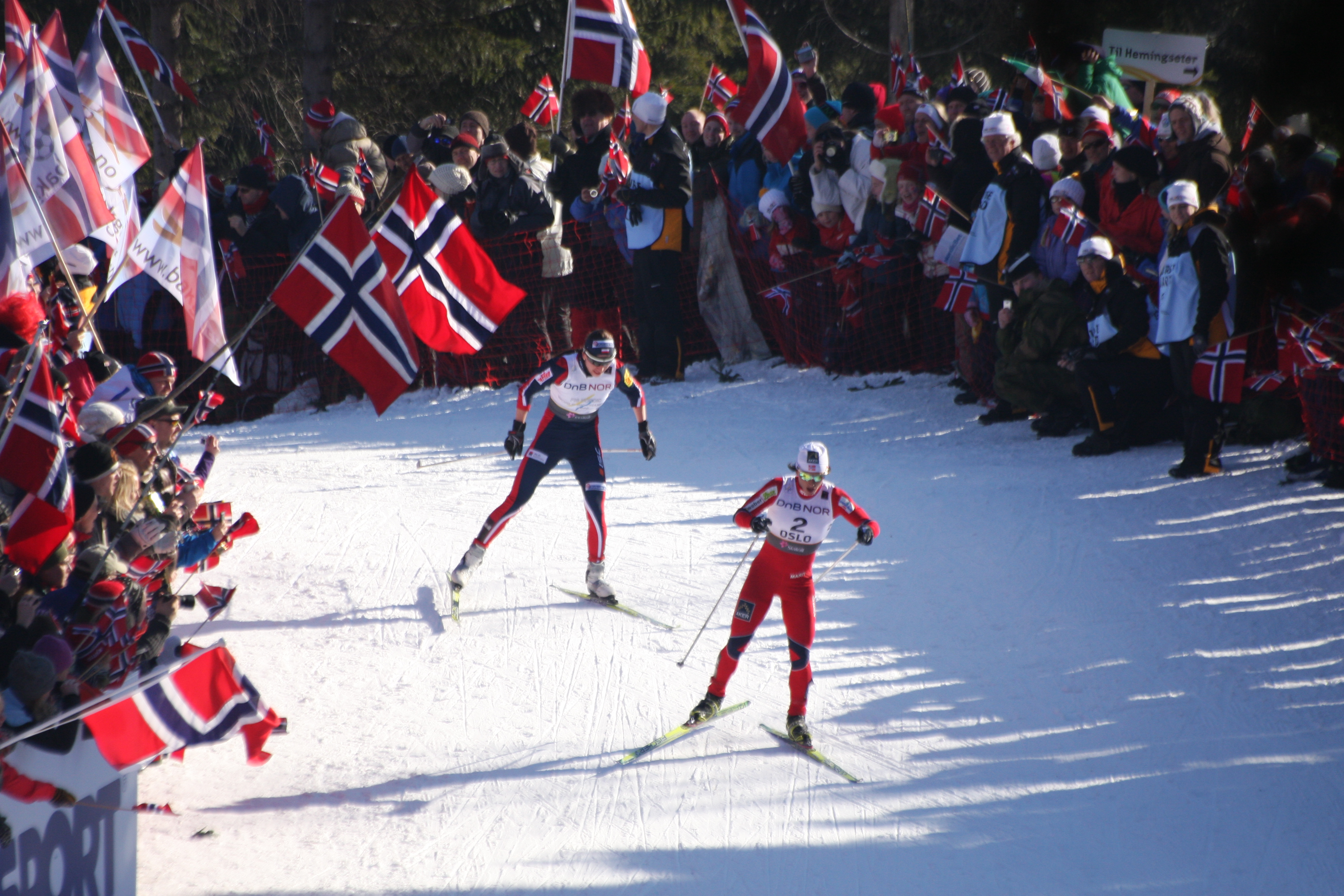
Marit Bjørgen i Justyna Kowalczyk podczas biegu na 30 km na MŚ w Oslo

Norweżka nie zwolniła tempa w sezonie 2010/2011. Wygrała 20 listopada w Gällivare w biegu na 10 km stylem dowolnym, tydzień później była także najlepsza podczas zawodów Ruka Triple w Ruce. Nie wystartowała w sprincie i sztafecie w Düsseldorfie, ale za to wygrała oba biegi w Davos: 10 km klasykiem 11 grudnia oraz sprint stylem dowolnym 12 grudnia. Najlepsza była także w biegu na 15 km stylem dowolnym 8 grudnia w La Clusaz, a dzień później wraz z koleżankami zwyciężyła w sztafecie. Dzięki temu wyraźnie prowadziła w klasyfikacji generalnej PŚ. Następnym punktem w kalendarzu była jednak piąta edycja Tour de Ski, w którym Norweżka postanowiła nie startować, by lepiej przygotować się do mistrzostw świata w Oslo. TDS 2011 wygrała ponownie Justyna Kowalczyk, która do tej pory aż pięciokrotnie zajmowała drugie miejsce. Polka objęła prowadzenie w Pucharze Świata. Bjørgen była siódma w sprincie stylem dowolnym w Libercu, wygrała bieg na 10 km stylem klasycznym 22 stycznia w Otepää, a dzień później w sprincie techniką klasyczną była dziesiąta. Nie pojechała do Rybińska, gdzie dwukrotnie na podium stanęła Polka, powiększając swą przewagę w klasyfikacji PŚ. Norweżka wygrała za to 10 km stylem klasycznym 19 lutego w Drammen, a dzień później była piąta w sprincie stylem dowolnym. Na mistrzostwach w Oslo Bjørgen zdobyła cztery złote medale: w sprincie techniką dowolną, w biegu na 10 km techniką klasyczną, biegu łączonym na 15 km oraz w sztafecie. Ponadto w biegu na 30 km techniką dowolną była druga, za swą rodaczką Therese Johaug, a przed Justyną Kowalczyk. W końcówce sezonu wygrała jeszcze sprint stylem klasycznym 13 marca w Lahti oraz cykl Finału PŚ w dniach 16–20 marca 2011 roku. Od Finału PŚ w 2011 roku Marit jest liderką klasyfikacji wszech czasów pod względem zwycięstw w Pucharze Świata. Dotychczasowa liderka, Rosjanka Jelena Välbe ma na koncie 45 zwycięstw, a triumf w Falun był 46. zwycięstwem Norweżki. W klasyfikacji generalnej tego sezonu zajęła drugie miejsce, podobnie jak w klasyfikacji dystansowej. Na Mistrzostwach Norwegii 2011 Bjørgen zdobyła kolejne cztery złote medale: w biegu łączonym, w biegu na 30 km i sprincie techniką dowolną oraz biegu na 15 km techniką klasyczną.
Sezon 2011/2012 Bjørgen rozpoczęła od zwycięstwa w norweskim Sjusjøen podczas biegu na 10 km techniką dowolną. Następnie odniosła drugie w karierze zwycięstwo w cyklu Ruka Triple. Norweżka w każdym z trzech etapów cyklu stawała na podium, przy czym wygrała sprint stylem klasycznym i bieg na 5 km stylem dowolnym, a podczas ostatniego etapu była druga na dystansie 10 km techniką klasyczną. Norweżka opuściła zawody w Düssledorfie. Pokazała się dopiero w Davos, gdzie zwyciężyła bieg na 15 km stylem dowolnym. Kolejnym bardzo ważnym punktem sezonu 2011/2012 był cykl Tour de Ski 2011/12. Norweskie media jeszcze przed jego rozpoczęciem ogłosiły Bjørgen zwyciężczynią całego cyklu. Norweżka wystartowała w cyklu jako liderka Pucharu Świata. Na podium stawała we wszystkich dziewięciu etapach. Początkowo zajęła drugie miejsce na prologu w Obrhofie ustępując o 0,4s Polce Justynie Kowalczyk. Ten fakt zapowiadał, że między biegaczkami będzie bardzo zacięta rywalizacja. W kolejnych dwóch etapach, biegu na 10 km techniką klasyczną i sprincie stylem klasycznym, Marit musiała uznać ponownie wyższość Polki. Jednak Bjørgen nie miała zamiaru odpuszczać Polce i już 1 stycznia 2012 wygrała bieg łączony w Oberstdorfie. Następnie zwyciężyła podczas biegu na 3 km stylem klasycznym i w sprincie techniką dowolną. Kolejne zwycięstwo w biegu na 15 km techniką dowolną dało Norweżce prowadzenie w całym cyklu. W przedostatnim etapie zwyciężyła jednak Kowalczyk, odbierając Bjørgen prowadzenie w turze. Ostatni etap obejmował podbieg pod Alpe Cermis. Marit Bjørgen i Justyna Kowalczyk współpracowały przez 2/3 dystansu, jednak podczas decydującego podbiegu pod Alpe Cermis lepsza okazała się Polka, która zwyciężyła w Tour de Ski po raz trzeci z rzędu. Bjørgen ostatecznie zajęła drugie miejsce, przed swoją rodaczką Therese Johaug. Następnie zawodniczka opuściła zawody w Mediolanie i pojawiła się w estońskiej miejscowości Otepää, zajmując dwukrotnie drugie miejsce, za główną rywalką Justyną Kowalczyk. Norweżka nie pojechała do Moskwy. Do zawodów wróciła w Rybińsku gdzie zwyciężyła bieg na 10 km techniką dowolną, a dzień później była trzecia w biegu łączonym na 15 km. 6 dni później odniosła zwycięstwo w biegu na 15 km stylem klasycznym ze startu wspólnego. Najgorszy występ w sezonie zaliczyła w Szklarskiej Porębie, gdzie zajęła 22. miejsce w sprincie łyżwą. Jednak już następnego dnia była 2 podczas biegu na 10 km klasykiem. Przegrała tylko z faworytką gospodarzy Justyną Kowalczyk. Następnie Marit była druga w Lahti podczas biegu łączonego. Przegrała jedynie ze swą rodaczką Therese Johaug. Później odniosła zwycięstwo w Lahti w sprincie, następnie w Drammen w tej samej konkurencji. Później Bjørgen wygrała bieg na 30 km stylem klasycznym w Oslo i Finał Pucharu Świata w Szwecji. Tym samym po raz trzeci w karierze tryumfowała w Pucharze Świata wyprzedzając o 200 punktów Polkę Justynę Kowalczyk. Zdobyła również małą kryształową kulę w klasyfikacji dystansów, a w klasyfikacji sprintów była trzecia.
Sezon 2012/2013 rozpoczęła doskonale. Na początek wygrała z przewagą ponad 10 sekund nad drugą zawodniczką zawody inauguracyjne w Gällivare. Niespełna tydzień później po raz trzeci z rzędu wygrała cykl Ruka Triple odbywający się w Ruce. Ponadto zwyciężyła we wszystkich trzech etapach cyklu. Marit nie pojechała na zawody w Kanadzie aby przygotować się do odbywającego się na przełomie grudnia i stycznia Tour de Ski przez co straciła koszulkę liderki Pucharu Świata na rzecz Justyny Kowalczyk. Ostatecznie jednak w Tourze nie wystartowała z powodu nieprawidłowości w pracy serca. Nie pojechała również do czeskiego Libereca. Do Pucharu Świata powróciła 19 stycznia wygrywając bieg na 10 km stylem klasycznym ze startu wspólnego we francuskim La Clusaz. Nie wystartowała w próbie przedolimpijskiej w Soczi. Pojawiła się dopiero 16 lutego w Davos gdzie zajęła drugie miejsce w sprincie techniką klasyczną przegrywając jedynie z Justyną Kowalczyk a ze startu na 10 km tłumacząc się zmęczeniem. Kolejnym ważnym punktem sezonu były odbywające się we włoskim Val di Fiemme Mistrzostwa Świata. Bjorgen powtórzyła na nich sukces sprzed dwóch lat z Oslo zdobywając 4 złote i 1 srebrny medal. Na początek obroniła tytuł mistrzyni świata w sprincie techniką klasyczną i w biegu łączonym na 15 km. Zrezygnowała ze startu w sprincie drużynowym, a w biegu indywidualnym na 10 km stylem dowolnym zdobyła srebro przegrywając jedynie ze swoją rodaczką Therese Johaug o 10.2s. Dwa dni później po raz trzeci w karierze wspólnie z koleżankami sięgnęła po złoto w sztafecie. W ostatniej konkurencji w biegu na 30 km techniką klasyczną zdobyła złoto pokonując na finiszu Justynę Kowalczyk o 3.7s. Był to jej 12 złoty medal Mistrzostwa Świata. Po powrocie do rywalizacji pucharowej Bjorgen zajęła drugie miejsce w sprincie w fińskim Lahti przegrywając z Kikkan Randall o 0.1s i w biegu na 10 km, w którym lepsza była jedynie Justyna Kowalczyk. Kolejne dwa starty w norweskim Drammen i Oslo opuściła z powodu choroby. Na koniec sezonu wygrała odbywający się w szwedzkim Falun cykl Finał Pucharu Świata. W klasyfikacji generalnej cyklu zajęła 4. miejsce i po raz pierwszy od sezonu 2009/2010 nie zajęła miejsca na podium w klasyfikacji generalnej.
Po sezonie zapowiedziała, że zamierza startować do Mistrzostw świata 2015, które odbędą się w szwedzkim Falun, a jej głównym celem na sezon 2013/2014 są Zimowe Igrzyska Olimpijskie 2014 w Soczi, gdzie zamierza wystartować we wszystkich sześciu konkurencjach.
Sezon 2013/2014 Marit rozpoczęła inaczej niż zwykle. W zawodach inauguracyjnych w fińskiej Ruce zajęła 13. miejsce w sprincie stylem klasycznym, który rozpoczynał cykl Ruka Triple 2013. Następnego dnia była 2 w biegu na 5 km klasykiem przegrywając o 3 sekundy z Justyną Kowalczyk. Dzięki temu wynikowi awansowała na 2. miejsce w klasyfikacji generalnej mini-touru za Polkę. 1 grudnia w biegu pościgowym na 10 km stylem dowolnym dogoniła rywalkę. Ostatecznie na finiszu pokonała Szwedkę Charlotte Kallę i swoją rodaczkę Therese Johaug. Dzięki temu zwycięstwu objęła prowadzenie w klasyfikacji generalnej Pucharu Świata w biegach narciarskich 2013/2014. Tydzień później w norweskim Lillehammer zajęła 3. miejsce w biegu na 10 km techniką klasyczną, za Justyną Kowalczyk i Charlotte Kallą. W Davos zanotowała podwójne zwycięstwo tryumfując w biegu na 15 km łyżwą i w sprincie tą samą techniką. Nie wystartowała w Asiago, aby przygotować się do Tour de Ski. W cyklu wystartowała jako liderka Pucharu Świata. Jeszcze przed jego rozpoczęciem organizatorzy zmienili program zawodów w Oberhofie (zamiast biegu na 10 km stylem klasycznym z powodu braku śniegu postanowiono rozegrać sprint techniką dowolną), przez co z zawodów wycofała się jedna z faworytek imprezy, Justyna Kowalczyk. W pierwszym etapie Bjørgen zajęła pierwsze miejsce w biegu na 3 km stylem dowolnym i objęła prowadzenie w cyklu. Następnego dnia była piąta w sprincie, ale utrzymała prowadzenie w Tourze. W szwajcarskim Lenzerheide niespodziewanie odpadła w ćwierćfinale sprintu, przez co straciła prowadzenie w cyklu na rzecz Ingvild Flugstad Østberg. 1 stycznia 2014 ogłosiła wycofanie się z dalszej rywalizacji, na skutek choroby. Przez to straciła również prowadzenie w Pucharze Świata. Nie wystartowała w Novym Městie i Szklarskiej Porębie. Do Pucharu Świata powróciła na tydzień przed rozpoczęciem Igrzysk Olimpijskich w Soczi biorąc udział w zawodach we włoskim Toblach. Na początek zdeklasowała rywalki na 10 km techniką klasyczną, a dzień później zwyciężyła również w sprincie łyżwą. Dzięki tym wynikom eksperci i bukmacherzy uznali Marit za faworytkę do złotych medali w Soczi. Sama zawodniczka zadeklarowała, że wystartuje we wszystkich biegowych konkurencjach i zamierza zdobyć w nich 6 medali olimpijskich.
Bjørgen Zimowe Igrzyska Olimpijskie 2014 rozpoczęła od zwycięstwa w biegu łączonym na 15 km, broniąc tym samym tytułu sprzed czterech lat. Na ostatnim podbiegu na atak zdecydowała się Charlotte Kalla. Jej tempo zdołała wytrzymać tylko Norweżka, która wyprzedziła Szwedkę na zakręcie prowadzącym na stadion biegowy i niezagrożona pomknęła do mety. 11 lutego 2014 Marit zajęła niespodziewanie 11. miejsce w sprincie techniką dowolną, upadając na ostatniej prostej wyścigu półfinałowego. Dwa dni później była piąta w biegu na 10 km techniką klasyczną. Norweżka przez 8 km zajmowała drugie miejsce, za Justyną Kowalczyk (zwyciężczynią biegu), jednak na ostatnim podbiegu osłabła na tyle, że dała się wyprzedzić jeszcze trzem rywalkom. W sobotę 15 lutego drużyna norweska zajęła dopiero piąte miejsce w sztafecie 4 × 5 km. Marit na ostatniej prostej ostatniej zmiany dała się wyprzedzić Francuzce Coraline Hugue. Wygrały Szwedki, do których Norweżki straciły ponad 50 sekund. W parze z Ingvild Flugstad Østberg zdobyła jednak złoty medal w sprincie drużynowym techniką klasyczną. W ostatnim występie Norweżka zdobyła złoto na dystansie 30 km techniką dowolną, wyprzedzając na ostatnim podbiegu swoją rodaczkę Therese Johaug. Był to jej szósty złoty i dziesiąty ogólnie medal zimowych igrzysk olimpijskich, dzięki czemu stała się najbardziej utytułowaną sportsmenką w ich historii.
Po igrzyskach Marit zapowiedziała, że jej celem jest zdobycie czwartej Kryształowej Kuli w karierze. W zawodach w Lahti była 10. w sprincie łyżwą i wygrała bieg na 10 km tym samym stylem. W Drammen w sprincie techniką klasyczną dała się wyprzedzić jedynie Maiken Caspersen Falli. W niedzielę 9 lutego była pierwsza w biegu na 30 km stylem klasycznym w Oslo. Po tym występie zapowiedziała, że zamierza przełożyć plany o macierzyństwie i wystartować na Zimowych Igrzyskach Olimpijskich 2018 w południowokoreańskim Pjongczang. 14 marca była pierwsza w sprincie klasykiem, dzięki czemu jej strata do Johaug zmalała do zaledwie 4 punktów. Kolejnego dnia o ponad 30 sekund przegrała z rywalką w biegu łącznym 2 × 7,5 km, przez co straciła prowadzenie w Finale Pucharu Świata. W klasyfikacji generalnej traciła 7 punktów do Johaug. Zwycięstwo w klasyfikacji generalnej zależało od ostatniego wyścigu. Marit wyruszyła do biegu pościgowego na 10 km stylem dowolnym 15 sekund po Johaug, nie zdołała jej dogonić i nie zdobyła Kryształowej Kuli. Bjørgen była druga w klasyfikacji dystansowej oraz trzecia w klasyfikacji sprintów.
Sezon 2014/2015 był jednym z najlepszych w jej karierze. Norweżka rozpoczęła go od zwycięstwa w sprincie techniką klasyczną w Ruce. Następnego dnia zajęła drugie miejsce w biegu na 10 km stylem klasycznym, przegrywając tylko z Johaug, a minimalnie wyprzedzając Kallę. Tydzień później wygrała trzydniowe zawody Pucharu Świata w norweskim Lillehammer, odnosząc zwycięstwo w pierwszym etapie – sprincie łyżwą, zajmując drugie miejsce w biegu na 5 km stylem dowolnym i trzecie na 10 km klasykiem. W szwajcarskim Davos zajęła drugie miejsce na 10 km klasykiem ponownie przegrywając z Johaug. Dzień później była czwarta w sprincie łyżwą, co jak się okazało było jej najgorszym miejscem w Pucharze Świata w tym sezonie. Ostatnie zawody pucharowe przed Nowym Rokiem miały zostać rozegrane we francuskim La Clusaz, jednak z powodu braku śniegu zostały przeniesione do Davos. Rozegrano tam bieg na 10 km i sprint stylem dowolnym; oba wygrała Bjørgen. Przed rozpoczęciem dziewiątej edycji Tour de Ski była wyraźną liderką klasyfikacji generalnej Pucharu Świata. Jeszcze przed sezonem zawodniczka zapowiadała, że tryumf w tym cyklu jest dla niej priorytetem na ten sezon. W pierwszym etapie Norweżka zajęła pierwsze miejsce w prologu na 3,2 km stylem dowolnym w niemieckim Oberstdorfie. Następnego dnia rozbiła rywalki w biegu pościgowym na 10 km techniką klasyczną. Na mecie osiągnęła niemal minutę przewagi nad drugą zawodniczką. Po dniu przerwy rywalizacja przeniosła się do szwajcarskiego Val Müstair, gdzie Norweżka wygrała trzeci etap z rzędu, tym razem sprint stylem dowolnym. Kolejnego dnia wygrała bieg na 5 km stylem klasycznym we włoskim Dobbiaco, powiększając przewagę w tourze nad drugą zawodniczką do ponad półtorej minuty. 8 stycznia 2015 jako pierwsza w historii wygrała piąty etap z rzędu w Tour de Ski. Bjørgen okazała się najlepsza w biegu pościgowym na 15 km stylem dowolnym. Ostatnie dwa etapy odbyły się w Val di Fiemme. 10 stycznia przegrała bieg na 10 km techniką klasyczną ze startu wspólnego, ulegając na finiszu Therese Johaug. Do ostatniego etapu, podbiegu na Alpe Cermis wyruszyła ponad dwie minuty przed swoimi rodaczkami: Heidi Weng i Therese Johaug. Bjørgen ostatecznie dotarła na metę ponad półtoraj minuty przed drugą Johaug i dwie minuty przed Weng, odnosząc tym samym swoje pierwsze zwycięstwo w całym cyklu. W biegu pod Alpe Cermis Norweżka uzyskała trzeci czas dnia. Bjørgen nie wystartowała zarówno w Otepää i Rybińsku przygotowując się do mistrzostw świata w Falun. Do rywalizacji pucharowej powróciła 14 lutego, odnosząc zwycięstwo w sprincie stylem klasycznym w szwedzkim Östersund. Następnego dnia uległa o 36 sekund w biegu na 10 km stylem dowolnym faworytce gospodarzy Charlotte Kalli, mimo to po tym biegu zapewniła sobie zwycięstwo w czwarte w karierze klasyfikacji generalnej Pucharu Świata.
Na Mistrzostwach Świata 2015 Bjørgen obroniła tytuł mistrzyni świata w sprincie techniką klasyczną. Dwa dni później zajęła szóste miejsce w biegu łączonym na 15 km. Nie wystartowała w sprincie drużynowym stylem dowolnym, a 24 lutego zajęła dopiero 31. miejsce w biegu na 10 km stylem dowolnym. Dwa dni później razem z koleżankami obroniła tytuł mistrzyni świata w sztafecie. Mistrzostwa zakończyła zdobyciem srebrnego medalu w biegu na 30 km klasykiem, przegrywając o ponad 50 sekund z Johaug. Po mistrzostwach wygrała trzy z czterech ostatnich biegów pucharowych. Tryumfowała w sprincie łyżwą i biegu na 10 km klasykiem w Lahti oraz w biegu na 30 km stylem dowolnym w Oslo. Ponadto zajęła także trzecie miejsce w sprincie klasykiem w Drammen. Norweżka po raz drugi w karierze w jednym sezonie zdobyła ponad 2000 punktów. Także po raz drugi w karierze wygrała wszystkie trzy kryształowe kule (wielką za klasyfikację generalną i dwie małe za sprinty i dystanse).
Po sezonie zastanawiała się nad zakończeniem kariery. 13 kwietnia ogłosiła, że zamierza startować w kolejnym sezonie, a jej głównymi celami będą zwycięstwo w Tour de Ski, Ski Tour Canada oraz klasyfikacji generalnej Pucharu Świata. 23 czerwca 2015 zwołała konferencję prasową, na której ogłosiła, że zawiesza karierę sportową, gdyż jest w ciąży. Zapowiedziała jednak powrót na Mistrzostwa Świata w Lahti 2017 oraz Zimowe Igrzyska Olimpijskie 2018 w Pyeongchang.
Jej partnerem życiowym jest były reprezentant Norwegii w kombinacji norweskiej, Fred Børre Lundberg.

## Choroba
Bjørgen choruje na astmę. W 2009 roku otrzymała pozwolenie na stosowanie leku przeciwko astmie (Symbicort), który znajdował się na oficjalnej liście środków dopingujących Światowej Agencji Antydopingowej. Na kilkanaście dni przed mistrzostwami świata w Oslo, w związku ze spekulacjami, iż używa silniejszego środka (klenbuterolu) ogłosiła publicznie, iż stosuje Symbicort. W 2011 roku Symbicort został usunięty z listy środków dopingujących i jego stosowanie w dawkach terapeutycznych nie wymaga już pozwolenia.

## Osiągnięcia

### Igrzyska olimpijskie
| Miejsce | Dzień     | Rok  | Miejscowość     | Konkurencja                            | Czas biegu | Strata  | Zwyciężczyni           |
| ------- | --------- | ---- | --------------- | -------------------------------------- | ---------- | ------- | ---------------------- |
| 50.     | 9 lutego  | 2002 | Soldier Hollow  | 15 km stylem dowolnym (start masowy)   | 39:54,4    | +7:13,0 | Stefania Belmondo      |
| 2.      | 21 lutego | 2002 | Soldier Hollow  | bieg sztafetowy 4 × 5 km               | 49:30,6    | +1,3    | Niemcy                 |
| 14.     | 24 lutego | 2002 | Soldier Hollow  | 30 km stylem klasycznym                | 1:30:57,1  | +6:05,5 | Gabriella Paruzzi      |
| DNF     | 12 lutego | 2006 | Pragelato       | 15 km bieg łączony                     | 42:48,7    | –       | Kristina Šmigun        |
| 4.      | 12 lutego | 2006 | Pragelato       | Sprint drużynowy stylem klasycznym     | 16:36,9    | +11,2   | Szwecja                |
| 2.      | 16 lutego | 2006 | Pragelato       | 10 km stylem klasycznym                | 27:51,4    | +21,3   | Kristina Šmigun        |
| 5.      | 21 lutego | 2006 | Pragelato       | bieg sztafetowy 4 × 5 km               | 54:47,7    | +34,1   | Rosja                  |
| 18.     | 22 lutego | 2006 | Pragelato       | Sprint stylem dowolnym                 | 2:12,3     | –       | Chandra Crawford       |
| 3.      | 15 lutego | 2010 | Whistler        | 10 km stylem dowolnym                  | 24:58,4    | +15,9   | Charlotte Kalla        |
| 1.      | 17 lutego | 2010 | Whistler        | Sprint stylem klasycznym               | 3:39,2     | –       | –                      |
| 1.      | 19 lutego | 2010 | Whistler        | 15 km bieg łączony                     | 39:58,1    | –       | –                      |
| 1.      | 25 lutego | 2010 | Whistler        | bieg sztafetowy 4 × 5 km               | 55:19,5    | –       | –                      |
| 2.      | 27 lutego | 2010 | Whistler        | 30 km stylem klasycznym (start masowy) | 1:30:33,7  | +0,3    | Justyna Kowalczyk      |
| 1.      | 8 lutego  | 2014 | Krasnaja Polana | 15 km bieg łączony                     | 38:33,6    | –       | –                      |
| 11.     | 11 lutego | 2014 | Krasnaja Polana | Sprint stylem dowolnym                 | 2:35,5     | –       | Maiken Caspersen Falla |
| 5.      | 13 lutego | 2014 | Krasnaja Polana | 10 km stylem klasycznym                | 28:17,8    | +33,4   | Justyna Kowalczyk      |
| 5.      | 15 lutego | 2014 | Krasnaja Polana | bieg sztafetowy 4 × 5 km               | 53:02,7    | +53,6   | Szwecja                |
| 1.      | 19 lutego | 2014 | Krasnaja Polana | Sprint drużynowy stylem klasycznym     | 16:04,05   | –       | –                      |
| 1.      | 22 lutego | 2014 | Krasnaja Polana | 30 km stylem dowolnym (start masowy)   | 1:11:05,2  | –       | –                      |
| 2.      | 10 lutego | 2018 | Pjongczang      | 15 km bieg łączony                     | 40:44,9    | +7,8    | Charlotte Kalla        |
| 3.      | 15 lutego | 2018 | Pjongczang      | 10 km stylem dowolnym                  | 25:00,5    | +31,9   | Ragnhild Haga          |
| 1.      | 17 lutego | 2018 | Pjongczang      | bieg sztafetowy 4 × 5 km               | 51:24,3    | –       | –                      |
| 3.      | 21 lutego | 2018 | Pjongczang      | Sprint drużynowy stylem dowolnym       | 15:56,47   | +2,97   | Stany Zjednoczone      |
| 1.      | 25 lutego | 2018 | Pjongczang      | 30 km stylem klasycznym (start masowy) | 1:22:17,6  | –       | –                      |

### Mistrzostwa świata
| Miejsce | Dzień     | Rok  | Miejscowość   | Konkurencja                            | Czas biegu | Strata  | Zwyciężczyni           |
| ------- | --------- | ---- | ------------- | -------------------------------------- | ---------- | ------- | ---------------------- |
| 19.     | 18 lutego | 2001 | Lahti         | 10 km bieg łączony                     | 28:06,1    | +1:51,2 | Virpi Kuitunen         |
| 24.     | 20 lutego | 2001 | Lahti         | 10 km stylem klasycznym                | 26:55,5    | +2:18,0 | Bente Skari            |
| 24.     | 18 lutego | 2003 | Val di Fiemme | 15 km stylem klasycznym (start masowy) | 39:40,9    | +2:26,1 | Bente Skari            |
| 2.      | 24 lutego | 2003 | Val di Fiemme | bieg sztafetowy 4 × 5 km               | 50:54,7    | +31,6   | Niemcy                 |
| 1.      | 26 lutego | 2003 | Val di Fiemme | Sprint stylem dowolnym                 | 3:28,8     | –       | –                      |
| 3.      | 17 lutego | 2005 | Oberstdorf    | 10 km stylem dowolnym                  | 26:27,6    | +15,2   | Kateřina Neumannová    |
| 2.      | 19 lutego | 2005 | Oberstdorf    | 15 km bieg łączony                     | 42:16,8    | +15,7   | Julija Czepałowa       |
| 1.      | 21 lutego | 2005 | Oberstdorf    | bieg sztafetowy 4 × 5 km               | 57:15,7    | –       | –                      |
| 16.     | 22 lutego | 2005 | Oberstdorf    | Sprint stylem klasycznym               | 2:15,5     | –       | Emilie Öhrstig         |
| 1.      | 25 lutego | 2005 | Oberstdorf    | Sprint drużynowy stylem dowolnym       | 12:19,7    | –       | –                      |
| 1.      | 26 lutego | 2005 | Oberstdorf    | 30 km stylem klasycznym (start masowy) | 1:27:05,8  | –       | –                      |
| 10.     | 22 lutego | 2007 | Sapporo       | Sprint stylem klasycznym               | 2:50,9     | –       | Astrid Jacobsen        |
| 3.      | 23 lutego | 2007 | Sapporo       | Sprint drużynowy stylem dowolnym       | 16:20,9    | +3,1    | Finlandia              |
| 12.     | 25 lutego | 2007 | Sapporo       | 15 km bieg łączony                     | 41:27,5    | +46,2   | Olga Zawjałowa         |
| 22.     | 27 lutego | 2007 | Sapporo       | 10 km stylem dowolnym                  | 23:58,4    | +1:52,2 | Kateřina Neumannová    |
| 3.      | 1 marca   | 2007 | Sapporo       | bieg sztafetowy 4 × 5 km               | 54:18,6    | +15,7   | Finlandia              |
| 9.      | 3 marca   | 2007 | Sapporo       | 30 km stylem klasycznym (start masowy) | 1::29:47,1 | +3:27,9 | Virpi Kuitunen         |
| 16.     | 19 lutego | 2009 | Liberec       | 10 km stylem klasycznym                | 28:12,8    | +1:38,6 | Aino-Kaisa Saarinen    |
| 19.     | 21 lutego | 2009 | Liberec       | 15 km bieg łączony                     | 40:55,3    | +2:17,1 | Justyna Kowalczyk      |
| 9.      | 24 lutego | 2009 | Liberec       | Sprint stylem dowolnym                 | 2:39,3     | –       | Arianna Follis         |
| 4.      | 26 lutego | 2009 | Liberec       | bieg sztafetowy 4 × 5 km               | 54:40,4    | +16,1   | Finlandia              |
| 1.      | 24 lutego | 2011 | Oslo          | Sprint stylem dowolnym                 | 3:03,9     | –       | –                      |
| 1.      | 26 lutego | 2011 | Oslo          | 15 km bieg łączony                     | 38:08,6    | –       | –                      |
| 1.      | 28 lutego | 2011 | Oslo          | 10 km stylem klasycznym                | 27:39,3    | –       | –                      |
| 1.      | 3 marca   | 2011 | Oslo          | bieg sztafetowy 4 × 5 km               | 53:30,0    | –       | –                      |
| 2.      | 5 marca   | 2011 | Oslo          | 30 km stylem dowolnym (start masowy)   | 1:23:45,1  | +44,0   | Therese Johaug         |
| 1.      | 21 lutego | 2013 | Val di Fiemme | Sprint stylem klasycznym               | 3:16,6     | –       | –                      |
| 1.      | 23 lutego | 2013 | Val di Fiemme | 15 km bieg łączony                     | 39:04,4    | –       | –                      |
| 2.      | 26 lutego | 2013 | Val di Fiemme | 10 km stylem dowolnym                  | 25:23,4    | +10,2   | Therese Johaug         |
| 1.      | 28 lutego | 2013 | Val di Fiemme | bieg sztafetowy 4 × 5 km               | 1:00:36,5  | –       | –                      |
| 1.      | 2 marca   | 2013 | Val di Fiemme | 30 km stylem klasycznym (start masowy) | 1:27:19,9  | –       | –                      |
| 1.      | 19 lutego | 2015 | Falun         | Sprint stylem klasycznym               | 3:26,63    | –       | –                      |
| 6.      | 21 lutego | 2015 | Falun         | 15 km bieg łączony                     | 40:57,6    | +1:33,2 | Therese Johaug         |
| 31.     | 24 lutego | 2015 | Falun         | 10 km stylem dowolnym                  | 25:08,8    | +2:23,6 | Charlotte Kalla        |
| 1.      | 26 lutego | 2015 | Falun         | bieg sztafetowy 4 × 5 km               | 49:04,7    | –       | –                      |
| 2.      | 28 lutego | 2015 | Falun         | 30 km stylem klasycznym (start masowy) | 1:24:47,0  | +52,3   | Therese Johaug         |
| 16.     | 23 lutego | 2017 | Lahti         | Sprint stylem dowolnym                 | 3:02,34    | –       | Maiken Caspersen Falla |
| 1.      | 25 lutego | 2017 | Lahti         | 15 km bieg łączony                     | 37:57,5    | –       | –                      |
| 1.      | 28 lutego | 2017 | Lahti         | 10 km stylem klasycznym                | 25:24,9    | –       | –                      |
| 1.      | 2 marca   | 2017 | Lahti         | bieg sztafetowy 4 × 5 km               | 52:21,5    | –       | –                      |
| 1.      | 4 marca   | 2017 | Lahti         | 30 km stylem dowolnym (start masowy)   | 1:08:36,8  | –       | –                      |

### Mistrzostwa świata juniorów
| Miejsce | Dzień       | Rok  | Miejscowość         | Konkurencja            | Czas biegu | Strata  | Zwyciężczyni           |
| ------- | ----------- | ---- | ------------------- | ---------------------- | ---------- | ------- | ---------------------- |
| 8.      | 3 lutego    | 1999 | Saalfelden          | 5 km stylem klasycznym | 14:23,5    | +25,9   | Lina Andersson         |
| 3.      | 5 lutego    | 1999 | Saalfelden          | Sztafeta 4 × 5 km      | 55:04,2    | +1:18,0 | Finlandia              |
| 37.     | 25 stycznia | 2000 | Szczyrbskie Jezioro | 5 km stylem dowolnym   | 14:35,3    | +2:20,5 | Jekatierina Sczastliwa |
| 3.      | 27 stycznia | 2000 | Szczyrbskie Jezioro | Sztafeta 4 × 5 km      | 1:03:23,5  | +35,7   | Szwecja                |
| 21.     | 29 stycznia | 2000 | Szczyrbskie Jezioro | Sprint stylem dowolnym | –          | –       | Pirjo Manninen         |

### Puchar Świata

#### Miejsca w klasyfikacji generalnej
| Sezon     | Miejsce           |
| --------- | ----------------- |
| 1999/2000 | niesklasyfikowana |
| 2000/2001 | 53.               |
| 2001/2002 | 32.               |
| 2002/2003 | 6.                |
| 2003/2004 | 2.                |
| 2004/2005 | 1.                |
| 2005/2006 | 1.                |
| 2006/2007 | 2.                |
| 2007/2008 | 11.               |
| 2008/2009 | 10.               |
| 2009/2010 | 2.                |
| 2010/2011 | 2.                |
| 2011/2012 | 1.                |
| 2012/2013 | 4.                |
| 2013/2014 | 2.                |
| 2014/2015 | 1.                |
| 2016/2017 | 5.                |
| 2017/2018 | 5.                |

#### Zwycięstwa w zawodach indywidualnych Pucharu Świata chronologicznie
| Nr  | Dzień                    | Rok  | Miejscowość          | Konkurencja                              | Czas biegu | Przypisy         |
| --- | ------------------------ | ---- | -------------------- | ---------------------------------------- | ---------- | ---------------- |
| 1.  | 26 października          | 2002 | Düsseldorf           | Sprint stylem dowolnym                   | –          | –                |
| 2.  | 11 grudnia               | 2002 | Clusone              | Sprint stylem dowolnym                   | 3:44,1     | –                |
| 3.  | 12 lutego                | 2003 | Reit im Winkl        | Sprint stylem dowolnym                   | –          | –                |
| 4.  | 16 grudnia               | 2003 | Val di Fiemme        | Sprint stylem klasycznym                 | –          | –                |
| 5.  | 18 stycznia              | 2004 | Nové Město na Moravě | Sprint stylem dowolnym                   | –          | –                |
| 6.  | 18 lutego                | 2004 | Sztokholm            | Sprint stylem klasycznym                 | –          | –                |
| 7.  | 24 lutego                | 2004 | Trondheim            | Sprint stylem dowolnym                   | –          | –                |
| 8.  | 26 lutego                | 2004 | Drammen              | Sprint stylem klasycznym                 | –          | –                |
| 9.  | 5 marca                  | 2004 | Lahti                | Sprint stylem dowolnym                   | 2:09,8     | –                |
| 10. | 12 marca                 | 2004 | Pragelato            | Sprint stylem dowolnym                   | –          | –                |
| 11. | 23 października          | 2004 | Düsseldorf           | Sprint stylem dowolnym                   | –          | –                |
| 12. | 20 listopada             | 2004 | Gällivare            | 10 km stylem klasycznym                  | 28:13,4    | –                |
| 13. | 4 grudnia                | 2004 | Berno                | Sprint stylem dowolnym                   | 1:34,2     | –                |
| 14. | 11 grudnia               | 2004 | Lago di Tesero       | 15 km bieg łączony                       | 39:22,7    | –                |
| 15. | 14 grudnia               | 2004 | Asiago               | Sprint stylem klasycznym                 | –          | –                |
| 16. | 8 stycznia               | 2005 | Otepää               | 10 km stylem klasycznym                  | 27:20,2    | –                |
| 17. | 16 stycznia              | 2005 | Nové Město na Moravě | Sprint stylem dowolnym                   | 2:26,8     | –                |
| 18. | 12 marca                 | 2005 | Oslo                 | 30 km stylem klasycznym                  | 1:23:58,1  | –                |
| 19. | 16 marca                 | 2005 | Göteborg             | Sprint stylem dowolnym                   | –          | –                |
| 20. | 19 marca                 | 2005 | Falun                | 15 km bieg łączony                       | 40:51,7    | –                |
| 21. | 22 października          | 2005 | Düsseldorf           | Sprint stylem dowolnym                   | 1:47,7     | –                |
| 22. | 19 listopada             | 2005 | Beitostølen          | 10 km stylem klasycznym                  | 26:14,7    | –                |
| 23. | 26 listopada             | 2005 | Ruka                 | 10 km stylem klasycznym                  | 26:33,0    | –                |
| 24. | 10 grudnia               | 2005 | Vernon               | 15 km bieg łączony                       | 42:27,8    | –                |
| 25. | 4 marca                  | 2006 | Mora                 | 45 km stylem klasycznym (start masowy)   | 2:17:53,0  | –                |
| 26. | 15 marca                 | 2006 | Changchun            | Sprint stylem dowolnym                   | 1:58,4     | –                |
| 27. | 28 października          | 2006 | Düsseldorf           | Sprint stylem dowolnym                   | 1:46,9     | –                |
| 28. | 24 marca                 | 2007 | Falun                | 15 km bieg łączony                       | 51:40,9    | –                |
| 29. | 24 listopada             | 2007 | Beitostølen          | 10 km stylem dowolnym                    | 26:16,3    | –                |
| 30. | 2 grudnia                | 2007 | Ruka                 | 10 km stylem klasycznym                  | 28:32,8    | –                |
| 31. | 21 listopada             | 2009 | Beitostølen          | 10 km stylem dowolnym                    | 24:48,3    | –                |
| 32. | 19 grudnia               | 2009 | Rogla                | Sprint stylem klasycznym                 | 4:28,8     | –                |
| 33. | 6 marca                  | 2010 | Lahti                | 15 km bieg łączony                       | 40:10,8    | –                |
| 34. | 11 marca                 | 2010 | Drammen              | Sprint stylem klasycznym                 | 3:16,2     | –                |
| 35. | 13 marca                 | 2010 | Oslo                 | 30 km stylem dowolnym (start masowy)     | 1:24:10,8  | –                |
| 36. | 14 marca                 | 2010 | Oslo                 | Sprint stylem dowolnym                   | 3:01,8     | –                |
| 37. | 21 marca                 | 2010 | Sztokholm, Falun     | 25 km                                    | 1:13:17,9  | Finał PŚ         |
| 38. | 20 listopada             | 2010 | Gällivare            | 10 km stylem dowolnym                    | 23:48,4    | –                |
| 39. | 28 listopada             | 2010 | Ruka                 | 15 km                                    | 44:34,3    | Ruka Triple      |
| 40. | 11 grudnia               | 2010 | Davos                | 10 km stylem klasycznym                  | 29:31,6    | –                |
| 41. | 12 grudnia               | 2010 | Davos                | Sprint stylem dowolnym                   | 3:13,9     | –                |
| 42. | 18 grudnia               | 2010 | La Clusaz            | 15 km stylem dowolnym (start masowy)     | 42:29,6    | –                |
| 43. | 23 stycznia              | 2011 | Otepää               | 10 km stylem klasycznym                  | 27:02,1    | –                |
| 44. | 19 lutego                | 2011 | Drammen              | 10 km stylem klasycznym                  | 27:31,9    | –                |
| 45. | 13 marca                 | 2011 | Lahti                | Sprint stylem klasycznym                 | 3:30,2     | –                |
| 46. | 17–20 marca              | 2011 | Sztokholm, Falun     | 25 km                                    | 1:08:48,7  | Finał PŚ         |
| 47. | 19 listopada             | 2011 | Sjusjøen             | 10 km stylem dowolnym                    | 24:22,3    | –                |
| 48. | 25–27 listopada          | 2011 | Ruka                 | 15 km                                    | 41:36,6    | Ruka Triple      |
| 49. | 10 grudnia               | 2011 | Davos                | 15 km stylem dowolnym                    | 35:59,5    | –                |
| 50. | 4 lutego                 | 2012 | Rybińsk              | 10 km stylem dowolnym (start masowy)     | 26:43,9    | –                |
| 51. | 11 lutego                | 2012 | Nové Město na Moravě | 15 km stylem klasyczny (start masowy)    | 39:20,3    | –                |
| 52. | 4 marca                  | 2012 | Lahti                | Sprint stylem klasycznym                 | 3:38,5     | –                |
| 53. | 7 marca                  | 2012 | Drammen              | Sprint stylem klasycznym                 | 3:32,9     | –                |
| 54. | 11 marca                 | 2012 | Oslo                 | 30 km stylem klasycznym (start masowy)   | 1:26:09,8  | –                |
| 55. | 14–18 marca              | 2012 | Sztokholm, Falun     | 25 km                                    | 1:09:50,1  | Finał PŚ         |
| 56. | 24 listopada             | 2012 | Gällivare            | 10 km stylem dowolnym                    | 22:31,8    | –                |
| 57. | 30 listopada – 2 grudnia | 2012 | Ruka                 | 16 km                                    | 45:35,1    | Ruka Triple      |
| 58. | 19 stycznia              | 2013 | La Clusaz            | 10 km stylem klasycznym (start masowy)   | 27:04,6    | –                |
| 59. | 20–24 marca              | 2013 | Sztokholm, Falun     | 25 km                                    | 1:02:04,1  | Finał PŚ         |
| 60. | 29 listopada – 1 grudnia | 2013 | Ruka                 | 16 km                                    | 43:42,1    | Ruka Triple      |
| 61. | 14 grudnia               | 2013 | Davos                | 15 km stylem dowolnym                    | 35:34,4    | –                |
| 62. | 15 grudnia               | 2013 | Davos                | Sprint stylem dowolnym                   | 2:57,6     | –                |
| 63. | 1 lutego                 | 2014 | Toblach              | 10 km stylem klasycznym                  | 26:54,2    | –                |
| 64. | 2 lutego                 | 2014 | Toblach              | Sprint stylem dowolnym                   | 2:59,8     | –                |
| 65. | 2 marca                  | 2014 | Lahti                | 10 km stylem dowolnym                    | 25:05,3    | –                |
| 66. | 9 marca                  | 2014 | Oslo                 | 30 km stylem klasycznym (start masowy)   | 1:20:55,7  | –                |
| 67. | 29 listopada             | 2014 | Ruka                 | Sprint stylem klasycznym                 | 2:58,33    | –                |
| 68. | 5 – 7 grudnia            | 2014 | Lillehammer          | 16 km                                    | 43:21,2    | Lillehammer Tour |
| 69. | 20 grudnia               | 2014 | Davos                | 10 km stylem dowolnym                    | 24:57,7    | –                |
| 70. | 21 grudnia               | 2014 | Davos                | Sprint stylem dowolnym                   | 2:35,86    | –                |
| 71. | 11 stycznia              | 2015 | / Tour de Ski        | 53,6 km                                  | 2:34:44,6  | Tour de Ski 2015 |
| 72. | 14 lutego                | 2015 | Östersund            | Sprint stylem klasycznym                 | 2:46,82    | –                |
| 73. | 7 marca                  | 2015 | Lahti                | Sprint stylem dowolnym                   | 2:59,82    | –                |
| 74. | 8 marca                  | 2015 | Lahti                | 10 km stylem klasycznym                  | 25:27,8    | –                |
| 75. | 15 marca                 | 2015 | Oslo                 | 30 km stylem dowolnym (start masowy)     | 1:14:10,5  | –                |
| 76. | 27 listopada             | 2016 | Ruka                 | 10 km stylem klasycznym                  | 26:55,2    | –                |
| 77. | 21 stycznia              | 2017 | Ulricehamn           | 10 km stylem dowolnym                    | 23:46,3    | –                |
| 78. | 29 stycznia              | 2017 | Falun                | 15 km stylem klasycznym (start masowy)   | 41:28,8    | –                |
| 79. | 19 lutego                | 2017 | Otepää               | 10 km stylem klasycznym                  | 29:59,0    | –                |
| 80. | 12 marca                 | 2017 | Oslo                 | 30 km stylem klasycznym (start masowy)   | 1:22:59,2  | –                |
| 81. | 17–19 marca              | 2017 | Quebec               | 21,5 km                                  | 49:20,5    | Finał PŚ         |
| 82. | 17 grudnia               | 2017 | Toblach              | 10 km stylem klasycznym (bieg pościgowy) | 25:19,3    | –                |
| 83. | 11 marca                 | 2018 | Oslo                 | 30 km stylem dowolnym (start masowy)     | 1:18:12,4  | –                |
| 84. | 16–18 marca              | 2018 | Falun                | 21,4 km                                  | 52:34,2    | Finał PŚ         |

#### Miejsca na podium
| Zawody PŚ | Zawody PŚ  | Zawody PŚ  | Zawody PŚ  | Zawody PŚ | Etapy zawodów PŚ | Etapy zawodów PŚ | Etapy zawodów PŚ | Etapy zawodów PŚ | Łącznie    | Łącznie    | Łącznie    | Łącznie |
| Sezon PŚ  | 1. miejsce | 2. miejsce | 3. miejsce | Razem     | 1. miejsce       | 2. miejsce       | 3. miejsce       | Razem            | 1. miejsce | 2. miejsce | 3. miejsce | Razem   |
| 1999/2000 | –          | –          | –          | –         | –                | –                | –                | –                | –          | –          | –          | –       |
| 2000/2001 | –          | –          | –          | –         | –                | –                | –                | –                | –          | –          | –          | –       |
| 2001/2002 | –          | –          | –          | –         | –                | –                | –                | –                | –          | –          | –          | –       |
| 2002/2003 | 3          | 2          | 1          | 6         | –                | –                | –                | –                | 3          | 2          | 1          | 6       |
| 2003/2004 | 7          | –          | 1          | 8         | –                | –                | –                | –                | 7          | –          | 1          | 8       |
| 2004/2005 | 10         | 2          | 1          | 13        | –                | –                | –                | –                | 10         | 2          | 1          | 13      |
| 2005/2006 | 6          | 1          | 1          | 8         | –                | –                | –                | –                | 6          | 1          | 1          | 8       |
| 2006/2007 | 2          | 2          | 3          | 7         | 1                | 1                | 1                | 3                | 3          | 3          | 4          | 10      |
| 2007/2008 | 2          | 2          | –          | 4         | –                | –                | 2                | 2                | 2          | 2          | 2          | 6       |
| 2008/2009 | –          | 1          | 3          | 4         | –                | 1                | 1                | 2                | –          | 2          | 4          | 6       |
| 2009/2010 | 7          | 3          | –          | 10        | 1                | 1                | 1                | 3                | 8          | 4          | 1          | 13      |
| 2010/2011 | 9          | –          | –          | 9         | 4                | 1                | –                | 5                | 13         | 1          | –          | 14      |
| 2011/2012 | 9          | 5          | 1          | 15        | 8                | 4                | 2                | 14               | 17         | 9          | 3          | 29      |
| 2012/2013 | 4          | 3          | –          | 7         | 5                | 1                | –                | 6                | 9          | 4          | –          | 13      |
| 2013/2014 | 7          | 2          | 1          | 10        | 2                | 2                | 1                | 5                | 9          | 4          | 2          | 15      |
| 2014/2015 | 9          | 3          | 1          | 13        | 6                | 2                | 2                | 10               | 15         | 5          | 3          | 23      |
| 2016/2017 | 6          | 1          | –          | 7         | 2                | –                | 1                | 3                | 8          | 1          | 1          | 10      |
| 2017/2018 | 3          | 1          | 1          | 5         | 1                | 1                | 2                | 4                | 4          | 2          | 3          | 9       |
| Suma      | 84         | 28         | 14         | 126       | 30               | 14               | 13               | 57               | 114        | 42         | 27         | 183     |

#### Miejsca na podium w zawodach indywidualnych Pucharu Świata chronologicznie
| Nr   | Dzień                    | Rok  | Miejscowość          | Konkurencja                              | Czas biegu | Strata  | Miejsce | Zwyciężczyni           |
| ---- | ------------------------ | ---- | -------------------- | ---------------------------------------- | ---------- | ------- | ------- | ---------------------- |
| 1.   | 26 października          | 2002 | Düsseldorf           | Sprint stylem dowolnym                   | –          | –       | 1.      | –                      |
| 2.   | 11 grudnia               | 2002 | Clusone              | Sprint stylem dowolnym                   | 3:44,1     | –       | 1.      | –                      |
| 3.   | 15 grudnia               | 2002 | Cogne                | Sprint stylem klasycznym                 | –          | –       | 2.      | Bente Skari            |
| 4.   | 21 grudnia               | 2002 | Ramsau               | 10 km bieg łączony                       | 27:59,7    | +32,9   | 2.      | Bente Skari            |
| 5.   | 12 lutego                | 2003 | Reit im Winkl        | Sprint stylem dowolnym                   | –          | –       | 1.      | –                      |
| 6.   | 20 marca                 | 2003 | Borlänge             | Sprint stylem dowolnym                   | –          | –       | 3.      | Bente Skari            |
| 7.   | 16 grudnia               | 2003 | Val di Fiemme        | Sprint stylem klasycznym                 | –          | –       | 1.      | –                      |
| 8.   | 18 stycznia              | 2004 | Nové Město na Moravě | Sprint stylem dowolnym                   | –          | –       | 1.      | –                      |
| 9.   | 18 lutego                | 2004 | Sztokholm            | Sprint stylem klasycznym                 | –          | –       | 1.      | –                      |
| 10.  | 21 lutego                | 2004 | Umeå                 | 10 km stylem klasycznym                  | 31:47,2    | +23,4   | 3.      | Kateřina Neumannová    |
| 11.  | 24 lutego                | 2004 | Trondheim            | Sprint stylem dowolnym                   | –          | –       | 1.      | –                      |
| 12.  | 26 lutego                | 2004 | Drammen              | Sprint stylem klasycznym                 | –          | –       | 1.      | –                      |
| 13.  | 5 marca                  | 2004 | Lahti                | Sprint stylem dowolnym                   | 2:09,8     | –       | 1.      | –                      |
| 14.  | 12 marca                 | 2004 | Pragelato            | Sprint stylem dowolnym                   | –          | –       | 1.      | –                      |
| 15.  | 23 października          | 2004 | Düsseldorf           | Sprint stylem dowolnym                   | –          | –       | 1.      | –                      |
| 16.  | 20 listopada             | 2004 | Gällivare            | 10 km stylem klasycznym                  | 28:13,4    | –       | 1.      | –                      |
| 17.  | 28 listopada             | 2004 | Ruka                 | 10 km stylem klasycznym                  | 27:47,4    | +14,4   | 3.      | Kristina Šmigun        |
| 18.  | 4 grudnia                | 2004 | Berno                | Sprint stylem dowolnym                   | 1:34,2     | –       | 1.      | –                      |
| 19.  | 11 grudnia               | 2004 | Lago di Tesero       | 15 km bieg łączony                       | 39:22,7    | –       | 1.      | –                      |
| 20.  | 14 grudnia               | 2004 | Asiago               | Sprint stylem klasycznym                 | –          | –       | 1.      | –                      |
| 21.  | 8 stycznia               | 2005 | Otepää               | 10 km stylem klasycznym                  | 27:20,2    | –       | 1.      | –                      |
| 22.  | 15 stycznia              | 2005 | Nové Město na Moravě | 10 km stylem dowolnym                    | 26:43,8    | +8,3    | 2.      | Kateřina Neumannová    |
| 23.  | 16 stycznia              | 2005 | Nové Město na Moravě | Sprint stylem dowolnym                   | 2:26,8     | –       | 1.      | –                      |
| 24.  | 13 lutego                | 2005 | Reit im Winkl        | Sprint stylem klasycznym                 | 3:00,5     | +0,8    | 2.      | Virpi Kuitunen         |
| 25.  | 12 marca                 | 2005 | Oslo                 | 30 km stylem klasycznym                  | 1:23:58,1  | –       | 1.      | –                      |
| 26.  | 16 marca                 | 2005 | Göteborg             | Sprint stylem dowolnym                   | –          | –       | 1.      | –                      |
| 27.  | 19 marca                 | 2005 | Falun                | 15 km bieg łączony                       | 40:51,7    | –       | 1.      | –                      |
| 28.  | 22 października          | 2005 | Düsseldorf           | Sprint stylem dowolnym                   | 1:47,7     | –       | 1.      | –                      |
| 29.  | 19 listopada             | 2005 | Beitostølen          | 10 km stylem klasycznym                  | 26:14,7    | –       | 1.      | –                      |
| 30.  | 26 listopada             | 2005 | Ruka                 | 10 km stylem klasycznym                  | 26:33,0    | –       | 1.      | –                      |
| 31.  | 10 grudnia               | 2005 | Vernon               | 15 km bieg łączony                       | 42:27,8    | –       | 1.      | –                      |
| 32.  | 14 stycznia              | 2006 | Lago di Tesero       | 15 km stylem dowolnym (start masowy)     | 40:51,0    | +22,9   | 3.      | Kateřina Neumannová    |
| 33.  | 4 marca                  | 2006 | Mora                 | 45 km stylem klasycznym (start masowy)   | 2:17:53,0  | –       | 1.      | –                      |
| 34.  | 7 marca                  | 2006 | Borlänge             | Sprint stylem dowolnym                   | 1:46,9     | +0,2    | 2.      | Arianna Follis         |
| 35.  | 15 marca                 | 2006 | Changchun            | Sprint stylem dowolnym                   | 1:58,4     | –       | 1.      | –                      |
| 36.  | 28 października          | 2006 | Düsseldorf           | Sprint stylem dowolnym                   | 1:46,9     | –       | 1.      | –                      |
| 37.  | 18 listopada             | 2006 | Gällivare            | 10 km stylem dowolnym                    | 24:17,9    | +23,9   | 3.      | Kateřina Neumannová    |
| 38.  | 25 listopada             | 2006 | Ruka                 | Sprint stylem klasycznym                 | 2:40,5     | +4,9    | 3.      | Petra Majdič           |
| 39.  | 26 listopada             | 2006 | Ruka                 | 10 km stylem klasycznym                  | 28:01,2    | +44,1   | 2.      | Virpi Kuitunen         |
| 40.  | 7 stycznia               | 2007 | Tour de Ski          | 60 km                                    | 2:20:15,3  | +1:17,5 | 2.      | Virpi Kuitunen         |
| 41.  | 3 lutego                 | 2007 | Davos                | 10 km stylem dowolnym                    | 24:40,4    | +1:10,7 | 3.      | Virpi Kuitunen         |
| 42.  | 24 marca                 | 2007 | Falun                | 15 km bieg łączony                       | 51:40,9    | –       | 1.      | –                      |
| 43.  | 27 października          | 2007 | Düsseldorf           | Sprint stylem dowolnym                   | 1:48,1     | +0,9    | 2.      | Natalja Matwiejewa     |
| 44.  | 24 listopada             | 2007 | Beitostølen          | 10 km stylem dowolnym                    | 26:16,3    | –       | 1.      | –                      |
| 45.  | 2 grudnia                | 2007 | Ruka                 | 10 km stylem klasycznym                  | 28:32,8    | –       | 1.      | –                      |
| 46.  | 23 lutego                | 2008 | Falun                | 15 km bieg łączony                       | 41:34,2    | +5,9    | 2.      | Astrid Jacobsen        |
| 47.  | 22 listopada             | 2008 | Gällivare            | 10 km stylem dowolnym                    | 24:07,8    | +24,4   | 2.      | Charlotte Kalla        |
| 48.  | 30 listopada             | 2008 | Ruka                 | 10 km stylem klasycznym                  | 28:16,4    | +17,3   | 3.      | Aino-Kaisa Saarinen    |
| 49.  | 13 grudnia               | 2008 | Davos                | 10 km stylem klasycznym                  | 29:51,0    | +46,7   | 2.      | Virpi Kuitunen         |
| 50.  | 14 grudnia               | 2008 | Davos                | Sprint stylem dowolnym                   | –          | –       | 3.      | Petra Majdič           |
| 51.  | 21 listopada             | 2009 | Beitostølen          | 10 km stylem dowolnym                    | 24:48,3    | –       | 1.      | –                      |
| 52.  | 13 grudnia               | 2009 | Davos                | Sprint stylem dowolnym                   | 3:20,5     | +1,3    | 2.      | Petra Majdič           |
| 53.  | 19 grudnia               | 2009 | Rogla                | Sprint stylem klasycznym                 | 4:28,8     | –       | 1.      | –                      |
| 54.  | 20 grudnia               | 2009 | Rogla                | 15 km stylem klasycznym (start masowy)   | 45:01,9    | +4,6    | 2.      | Justyna Kowalczyk      |
| 55.  | 16 stycznia              | 2010 | Otepää               | 10 km stylem klasycznym                  | 26:52,7    | +4,2    | 2.      | Justyna Kowalczyk      |
| 56.  | 6 marca                  | 2010 | Lahti                | 15 km bieg łączony                       | 40:10,8    | –       | 1.      | –                      |
| 57.  | 11 marca                 | 2010 | Drammen              | Sprint stylem klasycznym                 | 3:16,2     | –       | 1.      | –                      |
| 58.  | 13 marca                 | 2010 | Oslo                 | 30 km stylem dowolnym (start masowy)     | 1:24:10,8  | –       | 1.      | –                      |
| 59.  | 14 marca                 | 2010 | Oslo                 | Sprint stylem dowolnym                   | 3:01,8     | –       | 1.      | –                      |
| 60.  | 21 marca                 | 2010 | Sztokholm, Falun     | Finał PŚ 25 km                           | 1:13:17,9  | –       | 1.      | –                      |
| 61.  | 20 listopada             | 2010 | Gällivare            | 10 km stylem dowolnym                    | 23:48,4    | –       | 1.      | –                      |
| 62.  | 28 listopada             | 2010 | Ruka                 | Ruka Triple (15 km)                      | 44:34,3    | –       | 1.      | –                      |
| 63.  | 11 grudnia               | 2010 | Davos                | 10 km stylem klasycznym                  | 29:31,6    | –       | 1.      | –                      |
| 64.  | 12 grudnia               | 2010 | Davos                | Sprint stylem dowolnym                   | 3:13,9     | –       | 1.      | –                      |
| 65.  | 18 grudnia               | 2010 | La Clusaz            | 15 km stylem dowolnym (start masowy)     | 42:29,6    | –       | 1.      | –                      |
| 66.  | 22 stycznia              | 2011 | Otepää               | 10 km stylem klasycznym                  | 27:02,1    | –       | 1.      | –                      |
| 67.  | 19 lutego                | 2011 | Drammen              | 10 km stylem klasycznym                  | 27:31,9    | –       | 1.      | –                      |
| 68.  | 13 marca                 | 2011 | Lahti                | Sprint stylem klasycznym                 | 3:30,2     | –       | 1.      | –                      |
| 69.  | 17–20 marca              | 2011 | Sztokholm, Falun     | Finał PŚ (25 km)                         | 1:08:48,7  | –       | 1.      | –                      |
| 70.  | 19 listopada             | 2011 | Sjusjøen             | 10 km stylem dowolnym                    | 24:22,3    | –       | 1.      | –                      |
| 71.  | 25–27 listopada          | 2011 | Ruka                 | Ruka Triple (15 km)                      | 41:36,6    | –       | 1.      | –                      |
| 72.  | 11 grudnia               | 2011 | Davos                | 15 km stylem dowolnym                    | 35:59,5    | –       | 1.      | –                      |
| 73.  | 8 stycznia               | 2012 | / Tour de Ski        | 63 km                                    | 2:52:45,0  | +28,2   | 2.      | Justyna Kowalczyk      |
| 74.  | 21 stycznia              | 2012 | Otepää               | Sprint stylem klasycznym                 | 3:18,4     | +0,2    | 2.      | Justyna Kowalczyk      |
| 75.  | 22 stycznia              | 2012 | Otepää               | 10 km stylem klasycznym                  | 29:44,8    | +21,9   | 2.      | Justyna Kowalczyk      |
| 76.  | 4 lutego                 | 2012 | Rybińsk              | 10 km stylem dowolnym (start masowy)     | 26:43,9    | –       | 1.      | –                      |
| 77.  | 5 lutego                 | 2012 | Rybińsk              | 15 km bieg łączony                       | 42:41,4    | +52,9   | 3.      | Therese Johaug         |
| 78.  | 11 lutego                | 2012 | Nové Město na Moravě | 15 km styl klasyczny (start masowy)      | 39:20,3    | –       | 1.      | –                      |
| 79.  | 18 lutego                | 2012 | Szklarska Poręba     | 10 km stylem klasycznym                  | 28:43,9    | +36,1   | 2.      | Justyna Kowalczyk      |
| 80.  | 3 marca                  | 2012 | Lahti                | 15 km bieg łączony                       | 36:52,6    | +10,8   | 2.      | Therese Johaug         |
| 81.  | 4 marca                  | 2012 | Lahti                | Sprint stylem klasycznym                 | 3:38,5     | –       | 1.      | –                      |
| 82.  | 7 marca                  | 2012 | Drammen              | Sprint stylem klasycznym                 | 3:32,9     | –       | 1.      | –                      |
| 83.  | 11 marca                 | 2012 | Oslo                 | 30 km stylem klasycznym (start masowy)   | 1:26:09,8  | –       | 1.      | –                      |
| 84.  | 14–18 marca              | 2012 | Sztokholm, Falun     | Finał PŚ (25 km)                         | 1:09:50,1  | –       | 1.      | –                      |
| 85.  | 24 listopada             | 2012 | Gällivare            | 10 km stylem dowolnym                    | 22:31,8    | –       | 1.      | –                      |
| 86.  | 30 listopada – 2 grudnia | 2012 | Ruka                 | Ruka Triple (16 km)                      | 45:35,1    | –       | 1.      | –                      |
| 87.  | 19 stycznia              | 2013 | La Clusaz            | 10 km stylem klasycznym (start masowy)   | 27:04,6    | –       | 1.      | –                      |
| 88.  | 16 lutego                | 2013 | Davos                | Sprint stylem klasycznym                 | 3:56,0     | +2,8    | 2.      | Justyna Kowalczyk      |
| 89.  | 9 marca                  | 2013 | Lahti                | Sprint stylem dowolnym                   | 2:41,8     | +0,1    | 2.      | Kikkan Randall         |
| 90.  | 10 marca                 | 2013 | Lahti                | 10 km stylem klasycznym                  | 25:38,9    | +23,1   | 2.      | Justyna Kowalczyk      |
| 91.  | 20–24 marca              | 2013 | Sztokholm, Falun     | Finał PŚ (25 km)                         | 1:02:04,1  | –       | 1.      | –                      |
| 92.  | 29 listopada – 1 grudnia | 2013 | Ruka                 | Ruka Triple (16 km)                      | 43:42,1    | –       | 1.      | –                      |
| 93.  | 7 grudnia                | 2013 | Lillehammer          | 10 km stylem klasycznym                  | 24:59,4    | +25,6   | 3.      | Justyna Kowalczyk      |
| 94.  | 14 grudnia               | 2013 | Davos                | 15 km stylem dowolnym                    | 35:34,4    | –       | 1.      | –                      |
| 95.  | 15 grudnia               | 2013 | Davos                | Sprint stylem dowolnym                   | 2:57,6     | –       | 1.      | –                      |
| 96.  | 1 lutego                 | 2014 | Toblach              | 10 km stylem klasycznym                  | 26:54,2    | –       | 1.      | –                      |
| 97.  | 2 lutego                 | 2014 | Toblach              | Sprint stylem dowolnym                   | 2:59,8     | –       | 1.      | –                      |
| 98.  | 2 marca                  | 2014 | Lahti                | 10 km stylem dowolnym                    | 25:05,3    | –       | 1.      | –                      |
| 99.  | 5 marca                  | 2014 | Drammen              | Sprint stylem klasycznym                 | 3:06,82    | +0,27   | 2.      | Maiken Caspersen Falla |
| 100. | 9 marca                  | 2014 | Oslo                 | 30 km stylem klasycznym (start masowy)   | 1:20:55,7  | –       | 1.      | –                      |
| 101. | 14–16 marca              | 2014 | Falun                | Finał PŚ (25 km)                         | 1:07:42,4  | +29,2   | 2.      | Therese Johaug         |
| 102. | 29 listopada             | 2014 | Ruka                 | Sprint stylem klasycznym                 | 2:58,33    | –       | 1.      | –                      |
| 103. | 30 listopada             | 2014 | Ruka                 | 10 km stylem klasycznym                  | 25:47,2    | +42,2   | 2.      | Therese Johaug         |
| 104. | 5 – 7 grudnia            | 2014 | Lillehammer          | Lillehammer Tour (16 km)                 | 43:21,2    | –       | 1.      | –                      |
| 105. | 13 grudnia               | 2014 | Davos                | 10 km stylem klasycznym                  | 28:30,8    | +42,5   | 2.      | Therese Johaug         |
| 106. | 20 grudnia               | 2014 | Davos                | 10 km stylem dowolnym                    | 24:57,7    | –       | 1.      | –                      |
| 107. | 21 grudnia               | 2014 | Davos                | Sprint stylem dowolnym                   | 2:35,86    | –       | 1.      | –                      |
| 108. | 11 stycznia              | 2015 | / Tour de Ski        | 53,6 km                                  | 2:34:44,6  | –       | 1.      | –                      |
| 109. | 14 lutego                | 2015 | Östersund            | Sprint stylem klasycznym                 | 2:46,82    | –       | 1.      | –                      |
| 110. | 15 lutego                | 2015 | Östersund            | 10 km stylem dowolnym                    | 23:26,1    | +36,4   | 2.      | Charlotte Kalla        |
| 111. | 7 marca                  | 2015 | Lahti                | Sprint stylem dowolnym                   | 2:59,82    | –       | 1.      | –                      |
| 112. | 8 marca                  | 2015 | Lahti                | 10 km stylem klasycznym                  | 25:27,8    | –       | 1.      | –                      |
| 113. | 11 marca                 | 2015 | Drammen              | Sprint stylem klasycznym                 | 3:01,37    | +1,51   | 3.      | Maiken Caspersen Falla |
| 114. | 15 marca                 | 2015 | Oslo                 | 30 km stylem dowolnym (start masowy)     | 1:14:10,5  | –       | 1.      | –                      |
| 115. | 27 listopada             | 2016 | Ruka                 | 10 km stylem klasycznym                  | 26:55,2    | –       | 1.      | –                      |
| 116. | 17 grudnia               | 2016 | La Clusaz            | 10 km stylem dowolnym (start masowy)     | 23:43,5    | +2,1    | 2.      | Heidi Weng             |
| 117. | 21 stycznia              | 2017 | Ulricehamn           | 10 km stylem dowolnym                    | 23:46,3    | –       | 1.      | –                      |
| 118. | 29 stycznia              | 2017 | Falun                | 15 km stylem klasycznym (start masowy)   | 41:28,8    | –       | 1.      | –                      |
| 119. | 19 lutego                | 2017 | Otepää               | 10 km stylem klasycznym                  | 29:59,0    | –       | 1.      | –                      |
| 120. | 12 marca                 | 2017 | Oslo                 | 30 km stylem klasycznym (start masowy)   | 1:22:59,2  | –       | 1.      | –                      |
| 121. | 17–19 marca              | 2017 | Quebec               | Finał PŚ (21,5 km)                       | 49:20,5    | –       | 1.      | –                      |
| 122. | 24–26 listopada          | 2017 | Ruka                 | Ruka Triple (21,4 km)                    | 54:21,2    | +9,7    | 2.      | Charlotte Kalla        |
| 123. | 17 grudnia               | 2017 | Toblach              | 10 km stylem klasycznym (bieg pościgowy) | 25:19,3    | –       | 1.      | –                      |
| 124. | 4 marca                  | 2018 | Lahti                | 10 km stylem klasycznym                  | 24:37,4    | +26,7   | 3.      | Krista Pärmäkoski      |
| 125. | 11 marca                 | 2018 | Oslo                 | 30 km stylem dowolnym (start masowy)     | 1:18:12,4  | –       | 1.      | –                      |
| 126. | 16–18 marca              | 2018 | Falun                | Finał PŚ (21,4 km)                       | 52:34,2    | –       | 1.      | –                      |

#### Miejsca na podium w etapach zawodów Pucharu Świata chronologicznie
| Nr  | Dzień        | Rok  | Miejscowość               | Zawody               | Konkurencja                              | Czas biegu | Strata  | Miejsce | Zwyciężczyni      |
| --- | ------------ | ---- | ------------------------- | -------------------- | ---------------------------------------- | ---------- | ------- | ------- | ----------------- |
| 1.  | 31 grudnia   | 2006 | Monachium                 | Tour de Ski          | Sprint stylem dowolnym                   | –          | –       | 1.      | –                 |
| 2.  | 5 stycznia   | 2007 | Asiago                    | Tour de Ski          | Sprint stylem dowolnym                   | 2:39,1     | +0,8    | 2.      | Virpi Kuitunen    |
| 3.  | 6 stycznia   | 2007 | Val di Fiemme             | Tour de Ski          | 15 km stylem klasycznym (start masowy)   | 42:02,2    | +1:06,5 | 3.      | Virpi Kuitunen    |
| 4.  | 29 grudnia   | 2007 | Nové Město na Moravě      | Tour de Ski          | 10 km stylem dowolnym (bieg pościgowy)   | 25:47,9    | +8,2    | 3.      | Charlotte Kalla   |
| 5.  | 30 grudnia   | 2007 | Praga                     | Tour de Ski          | Sprint stylem dowolnym                   | 1:50,5     | +0,7    | 3.      | Arianna Follis    |
| 6.  | 28 grudnia   | 2008 | Oberhof                   | Tour de Ski          | 10 km stylem klasycznym (bieg pościgowy) | 30:22,7    | +1,9    | 2.      | Virpi Kuitunen    |
| 7.  | 31 grudnia   | 2008 | Nové Město na Moravě      | Tour de Ski          | 9 km stylem klasycznym                   | 24:45,4    | +49,9   | 3.      | Virpi Kuitunen    |
| 8.  | 17 marca     | 2010 | Sztokholm                 | Finał Pucharu Świata | Sprint stylem klasycznym                 | 2:37,7     | +0,4    | 2.      | Anna Olsson       |
| 9.  | 19 marca     | 2010 | Falun                     | Finał Pucharu Świata | 2,5 km stylem klasycznym                 | 8:07,9     | +8,7    | 2.      | Justyna Kowalczyk |
| 10. | 20 marca     | 2010 | Falun                     | Finał Pucharu Świata | 10 km bieg łączony                       | 31:58,4    | –       | 1.      | –                 |
| 11. | 26 listopada | 2010 | Ruka                      | Ruka Triple          | Sprint stylem klasycznym                 | 3:08,3     | –       | 1.      | –                 |
| 12. | 27 listopada | 2010 | Ruka                      | Ruka Triple          | 5 km stylem klasycznym                   | 12:51,9    | –       | 1.      | –                 |
| 13. | 16 marca     | 2011 | Sztokholm                 | Finał Pucharu Świata | Sprint stylem klasycznym                 | 2:28,4     | +2,9    | 2.      | Petra Majdič      |
| 14. | 18 marca     | 2011 | Falun                     | Finał Pucharu Świata | 2,5 km stylem klasycznym                 | 9:01,6     | –       | 1.      | –                 |
| 15. | 19 marca     | 2011 | Falun                     | Finał Pucharu Świata | 10 km bieg łączony                       | 31:14,4    | –       | 1.      | –                 |
| 16. | 25 listopada | 2011 | Ruka                      | Ruka Triple          | Sprint stylem klasycznym                 | 2:50,1     | –       | 1.      | –                 |
| 17. | 26 listopada | 2011 | Ruka                      | Ruka Triple          | 5 km stylem dowolnym                     | 13:36,5    | –       | 1.      | –                 |
| 18. | 27 listopada | 2011 | Ruka                      | Ruka Triple          | 10 km stylem klasycznym                  | 27:51,4    | +8,7    | 2.      | Therese Johaug    |
| 19. | 29 grudnia   | 2011 | Oberhof                   | Tour de Ski          | 3,1 km stylem dowolnym                   | 7:03,7     | +0,4    | 2.      | Justyna Kowalczyk |
| 20. | 30 grudnia   | 2011 | Oberhof                   | Tour de Ski          | 10 km stylem klasycznym (bieg pościgowy) | 32:04,4    | +7,1    | 3.      | Justyna Kowalczyk |
| 21. | 31 grudnia   | 2011 | Oberstdorf                | Tour de Ski          | Sprint stylem klasycznym                 | 2:45,3     | +3,2    | 2.      | Justyna Kowalczyk |
| 22. | 1 stycznia   | 2012 | Oberstdorf                | Tour de Ski          | 10 km bieg łączony                       | 27:16,0    | –       | 1.      | –                 |
| 23. | 3 stycznia   | 2012 | Toblach                   | Tour de Ski          | 3 km stylem klasycznym                   | 10:49,2    | –       | 1.      | –                 |
| 24. | 4 stycznia   | 2012 | Toblach                   | Tour de Ski          | Sprint stylem dowolnym                   | 3:17,6     | –       | 1.      | –                 |
| 25. | 5 stycznia   | 2012 | Toblach                   | Tour de Ski          | 15 km stylem dowolnym (bieg pościgowy)   | 39:01,1    | –       | 1.      | –                 |
| 26. | 7 stycznia   | 2012 | Val di Fiemme             | Tour de Ski          | 10 km stylem klasycznym (start masowy)   | 25:49,8    | +7,5    | 2.      | Justyna Kowalczyk |
| 27. | 8 stycznia   | 2012 | Val di Fiemme/Alpe Cermis | Tour de Ski          | 9 km stylem dowolnym                     | 34:17,7    | +1:08,0 | 3.      | Therese Johaug    |
| 28. | 14 marca     | 2012 | Sztokholm                 | Finał Pucharu Świata | Sprint stylem klasycznym                 | 2:29,8     | –       | 1.      | –                 |
| 29. | 16 marca     | 2012 | Falun                     | Finał Pucharu Świata | 2,5 km stylem dowolnym                   | 6:54,4     | –       | 1.      | –                 |
| 30. | 30 listopada | 2012 | Ruka                      | Ruka Triple          | Sprint stylem klasycznym                 | 3:12,8     | –       | 1.      | –                 |
| 31. | 1 grudnia    | 2012 | Ruka                      | Ruka Triple          | 5 km stylem dowolnym                     | 12:02,9    | –       | 1.      | –                 |
| 32. | 2 grudnia    | 2012 | Ruka                      | Ruka Triple          | 10 km stylem klasycznym                  | 31:19,4    | –       | 1.      | –                 |
| 33. | 20 marca     | 2013 | Sztokholm                 | Finał Pucharu Świata | Sprint stylem klasycznym                 | 2:45,8     | +2,2    | 2.      | Justyna Kowalczyk |
| 34. | 22 marca     | 2013 | Falun                     | Finał Pucharu Świata | 2,5 km stylem dowolnym                   | 6:02,3     | –       | 1.      | –                 |
| 35. | 23 marca     | 2013 | Falun                     | Finał Pucharu Świata | 10 km stylem klasycznym (start masowy)   | 28:06,7    | –       | 1.      | –                 |
| 36. | 30 listopada | 2013 | Ruka                      | Ruka Triple          | 5 km stylem klasycznym                   | 13:33,7    | +3.0    | 2.      | Justyna Kowalczyk |
| 37. | 1 grudnia    | 2013 | Ruka                      | Ruka Triple          | 10 km stylem dowolnym                    | 26:43,2    | +19,2   | 3.      | Charlotte Kalla   |
| 38. | 28 grudnia   | 2013 | Oberhof                   | Tour de Ski          | 3 km stylem dowolnym                     | 6:34,4     | –       | 1.      | –                 |
| 39. | 14 marca     | 2014 | Falun                     | Finał Pucharu Świata | Sprint stylem klasycznym                 | 2:50,46    | –       | 1.      | –                 |
| 40. | 15 marca     | 2014 | Falun                     | Finał Pucharu Świata | 15 km bieg łączony                       | 41:08,9    | +33,6   | 2.      | Therese Johaug    |
| 41. | 5 grudnia    | 2014 | Lillehammer               | Lillehammer Tour     | Sprint stylem dowolnym                   | 2:55,75    | –       | 1.      | –                 |
| 42. | 6 grudnia    | 2014 | Lillehammer               | Lillehammer Tour     | 5 km stylem dowolnym                     | 12:33,7    | +0,3    | 2.      | Therese Johaug    |
| 43. | 7 grudnia    | 2014 | Lillehammer               | Lillehammer Tour     | 10 km stylem klasycznym                  | 27:48,2    | +31,5   | 3.      | Therese Johaug    |
| 44. | 3 stycznia   | 2015 | Oberstdorf                | Tour de Ski          | 3,2 km stylem dowolnym                   | 7:53,0     | –       | 1.      | –                 |
| 45. | 4 stycznia   | 2015 | Oberstdorf                | Tour de Ski          | 10 km stylem klasycznym (bieg pościgowy) | 29:27,6    | –       | 1.      | –                 |
| 46. | 6 stycznia   | 2015 | Val Müstair               | Tour de Ski          | Sprint stylem dowolnym                   | 3:37,73    | –       | 1.      | –                 |
| 47. | 7 stycznia   | 2015 | Toblach                   | Tour de Ski          | 5 km stylem klasycznym                   | 12:48,5    | –       | 1.      | –                 |
| 48. | 8 stycznia   | 2015 | Toblach                   | Tour de Ski          | 15 km stylem dowolnym (bieg pościgowy)   | 36:37,9    | –       | 1.      | –                 |
| 49. | 10 stycznia  | 2015 | Val di Fiemme             | Tour de Ski          | 10 km stylem klasycznym (start masowy)   | 33:10,4    | +1,1    | 2.      | Therese Johaug    |
| 50. | 11 stycznia  | 2015 | Val di Fiemme/Alpe Cermis | Tour de Ski          | 9 km stylem dowolnym                     | 32:16,4    | +1:11,1 | 3.      | Therese Johaug    |
| 51. | 3 grudnia    | 2016 | Lillehammer               | Lillehammer Tour     | 5 km stylem dowolnym                     | 12:40,3    | +15,8   | 2.      | Jessica Diggins   |
| 52. | 18 marca     | 2017 | Quebec                    | Finał Pucharu Świata | 10 km stylem klasycznym (start masowy)   | 24:23,6    | –       | 1.      | –                 |
| 53. | 19 marca     | 2017 | Quebec                    | Finał Pucharu Świata | 10 km stylem dowolnym                    | 22:35,1    | –       | 1.      | –                 |
| 54. | 25 listopada | 2017 | Ruka                      | Ruka Triple          | 10 km stylem klasycznym                  | 25:07,6    | –       | 1.      | –                 |
| 55. | 16 marca     | 2018 | Falun                     | Finał Pucharu Świata | Sprint stylem dowolnym                   | 3:08,25    | +1,40   | 3.      | Hanna Falk        |
| 56. | 17 marca     | 2018 | Falun                     | Finał Pucharu Świata | 10 km stylem klasycznym (start masowy)   | 26:00,5    | +0,2    | 2.      | Krista Pärmäkoski |
| 57. | 18 marca     | 2018 | Falun                     | Finał Pucharu Świata | 10 km stylem dowolnym                    | 23:54,4    | +24,5   | 3.      | Jessica Diggins   |

#### Miejsca w poszczególnych zawodachPucharu Świata
stan po zakończeniu sezonu 2017/2018
| Sezon 1999/2000 |                             |                               |                           |                            |                                     |                            |                                       |                                      |                                      |                                     |                                      |                                   |                                     |                              |                               |                                   |                                |                                  |                             |                                 |                          |                             |                           |                           |                         |                                      |                               |                                  |                         |                                     |                     |                      |                        |                        |                       |        |        |        |        |        |        |        |        |        |        |        |        |        |        |        |        |        |        |        |        |
| Kiruna 27.11 (5 km C) | Sappada 10.12 (10 km F)     | Sappada 12.12 (7,5 km F)      | Davos 18.12 (15 km C)     | Engelberg 27.12 (SP C)     | Garmisch-Partenkirchen 28.12 (SP F) | Kitzbühel 29.12 (SP F)     | Moskwa 8.01 (15 km F)                 | Nové Město na Moravě 12.01 (10 km C) | Trondheim 2.02 (5 km F)              | Lillehammer 5.02 (2×5 km)           | Ulrichen 16.02 (5 km F)              | Lamoura Mouthe 20.02 (44 km F)    | Falun 26.02 (10 km F)               | Sztokholm 28.02 (SP C)       | Lahti 3.03 (SP F)             | Lahti 5.03 (15 km C)              | Oslo 8.03 (SP C)               | Oslo 11.03 (30 km C)             | Bormio 17.03 (5 km C)       | Bormio 18.03 (10 km F)          | punkty                   | punkty                      | punkty                    | punkty                    | punkty                  | punkty                               | punkty                        | punkty                           | punkty                  | punkty                              | punkty              | punkty               | punkty                 | punkty                 | punkty                | punkty | punkty | punkty | punkty | punkty | punkty | punkty | punkty | punkty | punkty | punkty | punkty | punkty | punkty | punkty | punkty | punkty |        |        |        |
| - | -                           | -                             | -                         | 39                         | 33                                  | 37                         | -                                     | -                                    | -                                    | -                                   | -                                    | -                                 | -                                   | -                            | -                             | -                                 | 46                             | 42                               | -                           | -                               | 0                        | 0                           | 0                         | 0                         | 0                       | 0                                    | 0                             | 0                                | 0                       | 0                                   | 0                   | 0                    | 0                      | 0                      | 0                     | 0      | 0      | 0      | 0      | 0      | 0      | 0      | 0      | 0      | 0      | 0      | 0      | 0      | 0      | 0      | 0      | 0      |        |        |        |
| Sezon 2000/2001 |                             |                               |                           |                            |                                     |                            |                                       |                                      |                                      |                                     |                                      |                                   |                                     |                              |                               |                                   |                                |                                  |                             |                                 |                          |                             |                           |                           |                         |                                      |                               |                                  |                         |                                     |                     |                      |                        |                        |                       |        |        |        |        |        |        |        |        |        |        |        |        |        |        |        |        |        |        |        |        |
| Beitostølen 25.11 (10 km C) | Beitostølen 29.11 (5 km F)  | Santa Caterina 8.12 (10 km F) | Brusson 16.12 (10 km C)   | Brusson 17.12 (SP F)       | Davos 20.12 (15 km C)               | Engelberg 28.12 (SP C)     | Engelberg 29.12 (SP F)                | Soldier Hollow 10.01 (2×5 km)        | Soldier Hollow 14.01 (SP F)          | Asiago 1.02 (SP F)                  | Nové Město na Moravě 4.02 (SP F)     | Otepää 10.02 (5 km C)             | Kawgołowo 4.03 (15 km F)            | Oslo 7.03 (SP C)             | Oslo 10.03 (30 km C)          | Borlänge 14.03 (5 km F)           | Falun 17.03 (10 km F)          | Falun 18.03 (10 km C)            | Kuopio 24.03 (40 km F)      | punkty                          | punkty                   | punkty                      | punkty                    | punkty                    | punkty                  | punkty                               | punkty                        | punkty                           | punkty                  | punkty                              | punkty              | punkty               | punkty                 | punkty                 | punkty                | punkty | punkty | punkty | punkty | punkty | punkty | punkty | punkty | punkty | punkty | punkty | punkty | punkty | punkty | punkty | punkty | punkty | punkty |        |        |
| 43 | 50                          | -                             | -                         | -                          | -                                   | 17                         | 29                                    | -                                    | -                                    | -                                   | -                                    | 25                                | -                                   | 28                           | 18                            | 19                                | 34                             | 26                               | -                           | 55                              | 55                       | 55                          | 55                        | 55                        | 55                      | 55                                   | 55                            | 55                               | 55                      | 55                                  | 55                  | 55                   | 55                     | 55                     | 55                    | 55     | 55     | 55     | 55     | 55     | 55     | 55     | 55     | 55     | 55     | 55     | 55     | 55     | 55     | 55     | 55     | 55     | 55     |        |        |
| Sezon 2001/2002 |                             |                               |                           |                            |                                     |                            |                                       |                                      |                                      |                                     |                                      |                                   |                                     |                              |                               |                                   |                                |                                  |                             |                                 |                          |                             |                           |                           |                         |                                      |                               |                                  |                         |                                     |                     |                      |                        |                        |                       |        |        |        |        |        |        |        |        |        |        |        |        |        |        |        |        |        |        |        |        |
| Kuopio 24.11 (10 km C) | Kuopio 25.11 (5 km F)       | Cogne 8.12 (5 km C)           | Cogne 9.12 (SP F)         | Brusson 12.12 (10 km F)    | Davos 15.12 (10 km C)               | Asiago 19.12 (SP C)        | Ramsau 22.12 (15 km F)                | Garmisch-Partenkirchen 27.12 (SP F)  | Salzburg 29.12 (SP C)                | Val di Fiemme 5.01 (2×5 km)         | Val di Fiemme 6.01 (SP F)            | Val di Fiemme 8.01 (15 km C)      | Nové Město na Moravě 12.01 (5 km F) | Lahti 2.03 (10 km F)         | Sztokholm 5.03 (SP C)         | Falun 9.03 (2×5 km)               | Oslo 13.03 (SP C)              | Oslo 16.03 (30 km F)             | Lillehammer 23.03 (58 km C) | punkty                          | punkty                   | punkty                      | punkty                    | punkty                    | punkty                  | punkty                               | punkty                        | punkty                           | punkty                  | punkty                              | punkty              | punkty               | punkty                 | punkty                 | punkty                | punkty | punkty | punkty | punkty | punkty | punkty | punkty | punkty | punkty | punkty | punkty | punkty | punkty | punkty | punkty | punkty | punkty |        |        |        |
| 14 | 43                          | 14                            | 15                        | 59                         | 16                                  | -                          | -                                     | -                                    | -                                    | 39                                  | -                                    | 20                                | -                                   | -                            | 18                            | 26                                | 16                             | 31                               | 13                          | 131                             | 131                      | 131                         | 131                       | 131                       | 131                     | 131                                  | 131                           | 131                              | 131                     | 131                                 | 131                 | 131                  | 131                    | 131                    | 131                   | 131    | 131    | 131    | 131    | 131    | 131    | 131    | 131    | 131    | 131    | 131    | 131    | 131    | 131    | 131    | 131    | 131    |        |        |        |
| Sezon 2002/2003 |                             |                               |                           |                            |                                     |                            |                                       |                                      |                                      |                                     |                                      |                                   |                                     |                              |                               |                                   |                                |                                  |                             |                                 |                          |                             |                           |                           |                         |                                      |                               |                                  |                         |                                     |                     |                      |                        |                        |                       |        |        |        |        |        |        |        |        |        |        |        |        |        |        |        |        |        |        |        |        |
| Düsseldorf 26.10 (SP F) | Kiruna 23.11 (5 km F)       | Ruka 30.11 (10 km C)          | Davos 7.12 (10 km F)      | Clusone 11.12 (SP F)       | Cogne 14.12 (15 km C)               | Cogne 15.12 (SP C)         | Linz 19.12 (SP F)                     | Ramsau 21.12 (2×5 km)                | Kawgołowo 4.01 (5 km F)              | Otepää 12.01 (15 km C)              | Nové Město na Moravě 18.01 (10 km F) | Oberhof 25.01 (10 km C)           | Reit im Winkl 12.02 (SP F)          | Asiago 15.02 (5 km C)        | Oslo 6.03 (SP F)              | Oslo 8.03 (30 km C)               | Drammen 11.03 (SP C)           | Lahti 16.03 (10 km F)            | Borlänge 20.03 (SP F)       | Falun 22.03 (2×5 km)            | punkty                   | punkty                      | punkty                    | punkty                    | punkty                  | punkty                               | punkty                        | punkty                           | punkty                  | punkty                              | punkty              | punkty               | punkty                 | punkty                 | punkty                | punkty | punkty | punkty | punkty | punkty | punkty | punkty | punkty | punkty | punkty | punkty | punkty | punkty | punkty | punkty | punkty | punkty |        |        |        |
| 1 | -                           | 49                            | 50                        | 1                          | 5                                   | 2                          | 5                                     | 2                                    | -                                    | 25                                  | 22                                   | 14                                | 1                                   | 4                            | -                             | -                                 | 26                             | 47                               | 3                           | 36                              | 508                      | 508                         | 508                       | 508                       | 508                     | 508                                  | 508                           | 508                              | 508                     | 508                                 | 508                 | 508                  | 508                    | 508                    | 508                   | 508    | 508    | 508    | 508    | 508    | 508    | 508    | 508    | 508    | 508    | 508    | 508    | 508    | 508    | 508    | 508    | 508    |        |        |        |
| Sezon 2003/2004 |                             |                               |                           |                            |                                     |                            |                                       |                                      |                                      |                                     |                                      |                                   |                                     |                              |                               |                                   |                                |                                  |                             |                                 |                          |                             |                           |                           |                         |                                      |                               |                                  |                         |                                     |                     |                      |                        |                        |                       |        |        |        |        |        |        |        |        |        |        |        |        |        |        |        |        |        |        |        |        |
| Düsseldorf 25.10 (SP F) | Beitostølen 22.11 (10 km F) | Ruka 28.11 (10 km C)          | Ruka 29.11 (2×7,5 km)     | Toblach 6.12 (15 km F)     | Davos 13.12 (10 km C)               | Val di Fiemme 16.12 (SP C) | Ramsau 20.12 (10 km F)                | Ramsau 21.12 (2×7,5 km)              | Falun 6.01 (2×7,5 km)                | Otepää 10.01 (15 km C)              | Nové Město na Moravě 17.01 (10 km C) | Nové Město na Moravě 18.01 (SP F) | Val di Fiemme 25.01 (70 km C)       | La Clusaz 6.02 (10 km F)     | Oberstdorf 14.02 (2×7,5 km)   | Sztokholm 18.02 (SP C)            | Umeå 21.02 (10 km C)           | Trondheim 24.02 (SP F)           | Drammen 26.02 (SP C)        | Oslo 28.02 (30 km F)            | Lahti 5.03 (SP F)        | Lahti 7.03 (10 km C)        | Pragelato 12.03 (SP F)    | Pragelato 13.03 (15 km F) | punkty                  | punkty                               | punkty                        | punkty                           | punkty                  | punkty                              | punkty              | punkty               | punkty                 | punkty                 | punkty                | punkty | punkty | punkty | punkty | punkty | punkty | punkty | punkty | punkty | punkty | punkty | punkty | punkty | punkty | punkty | punkty | punkty |        |        |        |
| 5 | 6                           | 4                             | -                         | 17                         | 4                                   | 1                          | 10                                    | 16                                   | 9                                    | 12                                  | 8                                    | 1                                 | -                                   | 21                           | 13                            | 1                                 | 3                              | 1                                | 1                           | 19                              | 1                        | 22                          | 1                         | 26                        | 1139                    | 1139                                 | 1139                          | 1139                             | 1139                    | 1139                                | 1139                | 1139                 | 1139                   | 1139                   | 1139                  | 1139   | 1139   | 1139   | 1139   | 1139   | 1139   | 1139   | 1139   | 1139   | 1139   | 1139   | 1139   | 1139   | 1139   | 1139   | 1139   | 1139   |        |        |        |
| Sezon 2004/2005 |                             |                               |                           |                            |                                     |                            |                                       |                                      |                                      |                                     |                                      |                                   |                                     |                              |                               |                                   |                                |                                  |                             |                                 |                          |                             |                           |                           |                         |                                      |                               |                                  |                         |                                     |                     |                      |                        |                        |                       |        |        |        |        |        |        |        |        |        |        |        |        |        |        |        |        |        |        |        |        |
| Düsseldorf 23.10 (SP F) | Gällivare 20.11 (10 km C)   | Ruka 26.11 (10 km F)          | Ruka 28.11 (10 km C)      | Berno 4.12 (SP F)          | Val di Fiemme 11.12 (2×7,5 km)      | Asiago 14.12 (SP C)        | Ramsau 18.12 (15 km F)                | Otepää 8.01 (10 km C)                | Nové Město na Moravě 15.01 (10 km F) | Nové Město na Moravě 16.01 (SP F)   | Pragelato 22.01 (2×7,5 km)           | Reit im Winkl 12.02 (10 km F)     | Reit im Winkl 13.02 (SP C)          | Lahti 5.03 (SP C)            | Lahti 6.03 (10 km F)          | Drammen 9.03 (SP C)               | Oslo 12.03 (30 km C)           | Göteborg 16.03 (SP F)            | Falun 19.03 (2×7,5 km)      | punkty                          | punkty                   | punkty                      | punkty                    | punkty                    | punkty                  | punkty                               | punkty                        | punkty                           | punkty                  | punkty                              | punkty              | punkty               | punkty                 | punkty                 | punkty                | punkty | punkty | punkty | punkty | punkty | punkty | punkty | punkty | punkty | punkty | punkty | punkty | punkty | punkty | punkty | punkty | punkty |        |        |        |
| 1 | 1                           | 4                             | 3                         | 1                          | 1                                   | 1                          | -                                     | 1                                    | 2                                    | 1                                   | -                                    | 4                                 | 2                                   | -                            | -                             | 5                                 | 1                              | 1                                | 1                           | 1320                            | 1320                     | 1320                        | 1320                      | 1320                      | 1320                    | 1320                                 | 1320                          | 1320                             | 1320                    | 1320                                | 1320                | 1320                 | 1320                   | 1320                   | 1320                  | 1320   | 1320   | 1320   | 1320   | 1320   | 1320   | 1320   | 1320   | 1320   | 1320   | 1320   | 1320   | 1320   | 1320   | 1320   | 1320   | 1320   |        |        |        |
| Sezon 2005/2006 |                             |                               |                           |                            |                                     |                            |                                       |                                      |                                      |                                     |                                      |                                   |                                     |                              |                               |                                   |                                |                                  |                             |                                 |                          |                             |                           |                           |                         |                                      |                               |                                  |                         |                                     |                     |                      |                        |                        |                       |        |        |        |        |        |        |        |        |        |        |        |        |        |        |        |        |        |        |        |        |
| Düsseldorf 22.10 (SP F) | Beitostølen 19.11 (10 km C) | Ruka 26.11 (10 km C)          | Ruka 27.11 (10 km F)      | Vernon 10.12 (2×7,5 km)    | Vernon 11.12 (SP F)                 | Canmore 15.12 (10 km F)    | Canmore 17.12 (15 km C)               | Nové Město na Moravě 30.12 (SP F)    | Nové Město na Moravě 31.12 (10 km F) | Otepää 7.01 (10 km C)               | Otepää 8.01 (SP C)                   | Val di Fiemme 14.01 (15 km F)     | Oberstdorf 21.01 (2×7,5 km)         | Oberstdorf 22.01 (SP C)      | Davos 4.02 (SP F)             | Davos 5.02 (10 km C)              | Bieg Wazów-Mora 4.03 (45 km C) | Borlänge 7.03 (SP F)             | Falun 8.03 (2×5 km)         | Drammen 9.03 (SP C)             | Oslo 11.03 (30 km F)     | Changchun 15.03 (SP F)      | Sapporo 19.03 (2×7,5 km)  | punkty                    | punkty                  | punkty                               | punkty                        | punkty                           | punkty                  | punkty                              | punkty              | punkty               | punkty                 | punkty                 | punkty                | punkty | punkty | punkty | punkty | punkty | punkty | punkty | punkty | punkty | punkty | punkty | punkty | punkty | punkty | punkty | punkty | punkty |        |        |        |
| 1 | 1                           | 1                             | 4                         | 1                          | 6                                   | -                          | -                                     | -                                    | -                                    | 4                                   | 5                                    | 3                                 | -                                   | -                            | -                             | -                                 | 1                              | 2                                | 8                           | 9                               | DNF                      | 1                           | 4                         | 1036                      | 1036                    | 1036                                 | 1036                          | 1036                             | 1036                    | 1036                                | 1036                | 1036                 | 1036                   | 1036                   | 1036                  | 1036   | 1036   | 1036   | 1036   | 1036   | 1036   | 1036   | 1036   | 1036   | 1036   | 1036   | 1036   | 1036   | 1036   | 1036   | 1036   | 1036   |        |        |        |
| Sezon 2006/2007 |                             |                               |                           |                            |                                     |                            |                                       |                                      |                                      |                                     |                                      |                                   |                                     |                              |                               |                                   |                                |                                  |                             |                                 |                          |                             |                           |                           |                         |                                      |                               |                                  |                         |                                     |                     |                      |                        |                        |                       |        |        |        |        |        |        |        |        |        |        |        |        |        |        |        |        |        |        |        |        |
| Düsseldorf 28.10 (SP F) | Gällivare 18.11 (10 km F)   | Ruka 25.11 (SP C)             | Ruka 26.11 (10 km C)      | Cogne 13.12 (10 km C)      | La Clusaz 16.12 (15 km F)           | Monachium 31.12 (SP F)     | Oberstdorf 2.01 (2×5 km)              | Oberstdorf 3.01 (10 km C)            | Asiago 5.01 (SP F)                   | Val di Fiemme 6.01 (15 km C)        | Val di Fiemme 7.01 (10 km F)         | TdS                               | Rybińsk 20.01 (15 km F)             | Rybińsk 21.01 (SP F)         | Otepää 27.01 (10 km C)        | Otepää 28.01 (SP C)               | Davos 3.02 (10 km F)           | Changchun 15.02 (SP C)           | Changchun 16.02 (10 km F)   | Lahti 10.03 (SP F)              | Lahti 11.03 (10 km C)    | Drammen 14.03 (SP C)        | Oslo 17.03 (30 km C)      | Sztokholm 21.03 (SP C)    | Falun 24.03 (2×7,5 km)  | punkty                               | punkty                        | punkty                           | punkty                  | punkty                              | punkty              | punkty               | punkty                 | punkty                 | punkty                | punkty | punkty | punkty | punkty | punkty | punkty | punkty | punkty | punkty | punkty | punkty | punkty | punkty | punkty | punkty | punkty | punkty |        |        |        |
| 1 | 3                           | 3                             | 2                         | 17                         | -                                   | 1                          | 25                                    | 11                                   | 2                                    | 3                                   | 16                                   | 2                                 | -                                   | -                            | 4                             | 19                                | 3                              | -                                | -                           | 8                               | 16                       | -                           | 10                        | 19                        | 1                       | 941                                  | 941                           | 941                              | 941                     | 941                                 | 941                 | 941                  | 941                    | 941                    | 941                   | 941    | 941    | 941    | 941    | 941    | 941    | 941    | 941    | 941    | 941    | 941    | 941    | 941    | 941    | 941    | 941    | 941    |        |        |        |
| Sezon 2007/2008 |                             |                               |                           |                            |                                     |                            |                                       |                                      |                                      |                                     |                                      |                                   |                                     |                              |                               |                                   |                                |                                  |                             |                                 |                          |                             |                           |                           |                         |                                      |                               |                                  |                         |                                     |                     |                      |                        |                        |                       |        |        |        |        |        |        |        |        |        |        |        |        |        |        |        |        |        |        |        |        |
| Düsseldorf 27.10 (SP F) | Beitostølen 24.11 (10 km F) | Ruka 1.12 (SP C)              | Ruka 2.12 (10 km C)       | Davos 8.12 (10 km C)       | Rybińsk 15.12 (15 km F)             | Rybińsk 16.12 (SP F)       | Nové Město na Moravě 28.12 (3,3 km C) | Nové Město na Moravě 29.12 (10 km F) | Praga 30.12 (SP F)                   | Nové Město na Moravě 1.01 (10 km F) | Nové Město na Moravě 2.01 (10 km C)  | Asiago 4.01 (SP F)                | Val di Fiemme 5.01 (10 km C)        | Val di Fiemme 6.01 (9 km F)  | TdS                           | Canmore 22.01 (2×7,5 km)          | Canmore 23.01 (SP C)           | Canmore 25.01 (10 km F)          | Canmore 26.01 (SP F)        | Otepää 9.02 (10 km C)           | Otepää 10.02 (SP C)      | Liberec 16.02 (7,6 km F)    | Falun 23.02 (2×7,5 km)    | Sztokholm 27.02 (SP C)    | Lahti 1.03 (SP F)       | Lahti 2.03 (10 km C)                 | Drammen 5.03 (SP C)           | Oslo 8.03 (30 km F)              | Bormio 14.03 (2,5 km F) | Bormio 15-16.03 (10 km C + 10 km F) | punkty              | punkty               | punkty                 | punkty                 | punkty                | punkty | punkty | punkty | punkty | punkty | punkty | punkty | punkty | punkty | punkty | punkty | punkty | punkty | punkty | punkty | punkty | punkty |        |        |        |
| 2 | 1                           | 8                             | 1                         | -                          | -                                   | -                          | 4                                     | 3                                    | 3                                    | 27                                  | 20                                   | 21                                | -                                   | -                            | -                             | -                                 | -                              | -                                | -                           | -7                              | -                        | 9                           | 2                         | -                         | 6                       | 8                                    | 17                            | 5                                | 12                      | 6                                   | 690                 | 690                  | 690                    | 690                    | 690                   | 690    | 690    | 690    | 690    | 690    | 690    | 690    | 690    | 690    | 690    | 690    | 690    | 690    | 690    | 690    | 690    | 690    |        |        |        |
| Sezon 2008/2009 |                             |                               |                           |                            |                                     |                            |                                       |                                      |                                      |                                     |                                      |                                   |                                     |                              |                               |                                   |                                |                                  |                             |                                 |                          |                             |                           |                           |                         |                                      |                               |                                  |                         |                                     |                     |                      |                        |                        |                       |        |        |        |        |        |        |        |        |        |        |        |        |        |        |        |        |        |        |        |        |
| Gällivare 22.11 (10 km F) | Ruka 29.11 (SP C)           | Ruka 30.11 (10 km C)          | La Clusaz 6.12 (15 km F)  | Davos 13.12 (10 km C)      | Davos 14.12 (SP F)                  | Düsseldorf 20.12 (SP F)    | Oberhof 27.12 (2,8 km F)              | Oberhof 28.12 (10 km C)              | Praga 29.12 (SP F)                   | Nové Město na Moravě 31.12 (9 km C) | Nové Město na Moravě 1.01 (SP F)     | Val di Fiemme 3.01 (10 km C)      | Val di Fiemme 4.01 (9 km F)         | TdS                          | Whistler 16.01 (SP C)         | Whistler 17.01 (2×7,5 km)         | Otepää 24.01 (10 km C)         | Otepää 25.01 (SP C)              | Rybińsk 30.01 (10 km F)     | Rybińsk 31.01 (SP F)            | Valdidentro 13.02 (SP F) | Valdidentro 14.02 (10 km C) | Lahti 07.03 (SP F)        | Lahti 08.03 (10 km F)     | Trondheim 12.03 (SP C)  | Trondheim 14.03 (30 km C)            | Sztokholm 18.03 (SP C)        | Falun 20.03 (2,5 km F)           | Falun 21.03 (2×5 km)    | Falun 22.03 (10 km F)               | FPŚ                 | punkty               | punkty                 | punkty                 | punkty                | punkty | punkty | punkty | punkty | punkty | punkty | punkty | punkty | punkty | punkty | punkty | punkty | punkty | punkty | punkty | punkty | punkty |        |        |        |
| 2 | 13                          | 3                             | -                         | 3                          | 3                                   | -                          | 5                                     | 2                                    | 7                                    | 3                                   | 10                                   | 5                                 | 29                                  | 10                           | -                             | -                                 | 6                              | -                                | -                           | -                               | -                        | -                           | 44                        | -                         | -                       | -                                    | 22                            | 16                               | 16                      | 32                                  | 20                  | 708                  | 708                    | 708                    | 708                   | 708    | 708    | 708    | 708    | 708    | 708    | 708    | 708    | 708    | 708    | 708    | 708    | 708    | 708    | 708    | 708    | 708    |        |        |        |
| Sezon 2009/2010 |                             |                               |                           |                            |                                     |                            |                                       |                                      |                                      |                                     |                                      |                                   |                                     |                              |                               |                                   |                                |                                  |                             |                                 |                          |                             |                           |                           |                         |                                      |                               |                                  |                         |                                     |                     |                      |                        |                        |                       |        |        |        |        |        |        |        |        |        |        |        |        |        |        |        |        |        |        |        |        |
| Beitostølen 21.11 (10 km F) | Ruka 28.11 (SP C)           | Ruka 29.11 (10 km C)          | Düsseldorf 5.12 (SP F)    | Davos 12.12 (10 km F)      | Davos 13.12 (SP F)                  | Rogla 19.12 (SP C)         | Rogla 20.12 (15 km C)                 | Oberhof 1.01 (2,8 km F)              | Oberhof 2.01 (10 km C)               | Oberhof 3.01 (SP C)                 | Praga 4.01 (SP F)                    | Toblach 6.01 (16 km F)            | Toblach 7.01 (5 km C)               | Val di Fiemme 9.01 (10 km C) | Val di Fiemme 10.01 (9 km F)  | TdS                               | Otepää 16.01 (10 km C)         | Otepää 17.01 (SP C)              | Rybińsk 22.01 (SP F)        | Rybińsk 23.01 (2×7,5 km)        | Canmore 5.02 (10 km F)   | Canmore 6.02 (SP C)         | Lahti 6.03 (2×7,5 km)     | Drammen 11.03 (SP C)      | Oslo 13.03 (30 km F)    | Oslo 14.03 (SP F)                    | Sztokholm 17.03 (SP C)        | Falun 19.03 (2,5 km C)           | Falun 20.03 (2×5 km)    | FPŚ                                 | punkty              | punkty               | punkty                 | punkty                 | punkty                | punkty | punkty | punkty | punkty | punkty | punkty | punkty | punkty | punkty | punkty | punkty | punkty | punkty | punkty | punkty | punkty | punkty |        |        |        |
| 1 | -                           | -                             | 8                         | 4                          | 2                                   | 1                          | 2                                     | -                                    | -                                    | -                                   | -                                    | -                                 | -                                   | -                            | -                             | -                                 | 2                              | 9                                | -                           | -                               | -                        | -                           | 1                         | 1                         | 1                       | 1                                    | 3                             | 2                                | 1                       | 1                                   | 1320                | 1320                 | 1320                   | 1320                   | 1320                  | 1320   | 1320   | 1320   | 1320   | 1320   | 1320   | 1320   | 1320   | 1320   | 1320   | 1320   | 1320   | 1320   | 1320   | 1320   | 1320   | 1320   |        |        |        |
| Sezon 2010/2011 |                             |                               |                           |                            |                                     |                            |                                       |                                      |                                      |                                     |                                      |                                   |                                     |                              |                               |                                   |                                |                                  |                             |                                 |                          |                             |                           |                           |                         |                                      |                               |                                  |                         |                                     |                     |                      |                        |                        |                       |        |        |        |        |        |        |        |        |        |        |        |        |        |        |        |        |        |        |        |        |
| Gällivare 20.11 (10 km F) | Ruka 26.11 (SP C)           | Ruka 27.11 (5 km C)           | Ruka 28.11 (10 km F)      | RT                         | Düsseldorf 4.12 (SP F)              | Davos 11.12 (10 km C)      | Davos 12.12 (SP F)                    | La Clusaz 18.12 (15 km F)            | Oberhof 31.12 (2,5 km F)             | Oberhof 1.01 (10 km C)              | Oberstdorf 2.01 (SP C)               | Oberstdorf 3.01 (2×5 km)          | Toblach 5.01 (SP F)                 | Toblach 6.01 (15 km F)       | Val di Fiemme 8.01 (10 km C)  | Val di Fiemme 9.01 (9 km F)       | TdS                            | Liberec 15.01 (SP F)             | Otepää 22.01 (10 km C)      | Otepää 23.01 (SP C)             | Rybińsk 4.02 (2×5 km)    | Rybińsk 5.02 (SP F)         | Drammen 19.02 (10 km C)   | Drammen 20.02 (SP F)      | Lahti 12.03 (2×5 km)    | Lahti 13.03 (SP C)                   | Sztokholm 16.03 (SP C)        | Falun 18.03 (2,5 km C)           | Falun 19.03 (2×5 km)    | FPŚ                                 | punkty              | punkty               | punkty                 | punkty                 | punkty                | punkty | punkty | punkty | punkty | punkty | punkty | punkty | punkty | punkty | punkty | punkty | punkty | punkty | punkty | punkty | punkty | punkty | punkty | punkty | punkty |
| 1 | 1                           | 1                             | 4                         | 1                          | -                                   | 1                          | 1                                     | 1                                    | -                                    | -                                   | -                                    | -                                 | -                                   | -                            | -                             | -                                 | -                              | 7                                | 1                           | 10                              | -                        | -                           | 1                         | 5                         | 4                       | 1                                    | 2                             | 1                                | 1                       | 1                                   | 1578                | 1578                 | 1578                   | 1578                   | 1578                  | 1578   | 1578   | 1578   | 1578   | 1578   | 1578   | 1578   | 1578   | 1578   | 1578   | 1578   | 1578   | 1578   | 1578   | 1578   | 1578   | 1578   | 1578   | 1578   | 1578   |
| Sezon 2011/2012 |                             |                               |                           |                            |                                     |                            |                                       |                                      |                                      |                                     |                                      |                                   |                                     |                              |                               |                                   |                                |                                  |                             |                                 |                          |                             |                           |                           |                         |                                      |                               |                                  |                         |                                     |                     |                      |                        |                        |                       |        |        |        |        |        |        |        |        |        |        |        |        |        |        |        |        |        |        |        |        |
| Sjusjøen 19.11 (10 km F) | Ruka 25.11 (SP C)           | Ruka 26.11 (5 km F)           | Ruka 27.11 (10 km C)      | RT                         | Düsseldorf 3.12 (SP F)              | Davos 10.12 (15 km F)      | Davos 11.12 (SP F)                    | Rogla 17.12 (10 km C)                | Rogla 18.12 (SP F)                   | Oberhof 29.12 (3,1 km F)            | Oberhof 30.12 (10 km C)              | Oberstdorf 31.12 (SP C)           | Oberstdorf 1.01 (2×5 km)            | Toblach 3.01 (3,3 km C)      | Toblach 4.01 (SP F)           | Toblach 5.01 (15 km F)            | Val di Fiemme 7.01 (10 km C)   | Val di Fiemme 8.01 (9 km F)      | TdS                         | Mediolan 14.01 (SP F)           | Otepää 21.01 (SP C)      | Otepää 22.01 (10 km C)      | Moskwa 2.02 (SP F)        | Rybińsk 4.02 (10 km F)    | Rybińsk 5.02 (2×7,5 km) | Nové Město na Moravě 11.02 (15 km C) | Szklarska Poręba 17.02 (SP F) | Szklarska Poręba 18.02 (10 km C) | Lahti 3.03 (2×7,5 km)   | Lahti 4.03 (SP C)                   | Drammen 7.03 (SP C) | Oslo 11.03 (30 km C) | Sztokholm 14.03 (SP C) | Falun 16.03 (2,5 km F) | Falun 17.03 (10 km C) | FPŚ    | punkty | punkty | punkty | punkty | punkty | punkty | punkty | punkty | punkty | punkty | punkty | punkty | punkty | punkty | punkty | punkty |        |        |        |
| 1 | 1                           | 1                             | 2                         | 1                          | -                                   | 1                          | 7                                     | -                                    | -                                    | 2                                   | 3                                    | 2                                 | 1                                   | 1                            | 1                             | 1                                 | 2                              | 3                                | 2                           | -                               | 2                        | 2                           | -                         | 1                         | 3                       | 1                                    | 22                            | 2                                | 2                       | 1                                   | 1                   | 1                    | 1                      | 1                      | 4                     | 1      | 2689   | 2689   | 2689   | 2689   | 2689   | 2689   | 2689   | 2689   | 2689   | 2689   | 2689   | 2689   | 2689   | 2689   | 2689   | 2689   |        |        |        |
| Sezon 2012/2013 |                             |                               |                           |                            |                                     |                            |                                       |                                      |                                      |                                     |                                      |                                   |                                     |                              |                               |                                   |                                |                                  |                             |                                 |                          |                             |                           |                           |                         |                                      |                               |                                  |                         |                                     |                     |                      |                        |                        |                       |        |        |        |        |        |        |        |        |        |        |        |        |        |        |        |        |        |        |        |        |
| Gällivare 24.11 (10 km F) | Ruka 30.11 (SP C)           | Ruka 1.12 (5 km F)            | Ruka 2.12 (10 km C)       | RT                         | Québec 8.12 (SP F)                  | Canmore 13.12 (10 km C)    | Canmore 15.12 (SP F)                  | Canmore 16.12 (2×7,5 km)             | Oberhof 29.12 (3,1 km F)             | Oberhof 30.12 (9 km C)              | Val Müstair 1.01 (SP F)              | Toblach 3.01 (15 km F)            | Toblach 4.01 (3,3 km C)             | Val di Fiemme 5.01 (10 km C) | Val di Fiemme 6.01 (9 km F)   | TdS                               | Liberec 12.01 (SP C)           | La Clusaz 19.01 (10 km C)        | Krasnaja Polana 1.02 (SP F) | Krasnaja Polana 2.02 (2×7,5 km) | Davos 16.02 (SP C)       | Davos 17.02 (10 km F)       | Lahti 9.03 (SP F)         | Lahti 10.03 (10 km C)     | Drammen 13.03 (SP C)    | Oslo 17.03 (30 km F)                 | Sztokholm 20.03 (SP C)        | Falun 22.03 (2,5 km F)           | Falun 23.03 (10 km C)   | FPŚ                                 | punkty              | punkty               | punkty                 | punkty                 | punkty                | punkty | punkty | punkty | punkty | punkty | punkty | punkty | punkty | punkty | punkty | punkty | punkty | punkty | punkty | punkty | punkty | punkty |        |        |        |
| 1 | 1                           | 1                             | 1                         | 1                          | -                                   | -                          | -                                     | -                                    | -                                    | -                                   | -                                    | -                                 | -                                   | -                            | -                             | -                                 | -                              | 1                                | -                           | -                               | 2                        | -                           | 2                         | 2                         | -                       | -                                    | 2                             | 1                                | 1                       | 1                                   | 1148                | 1148                 | 1148                   | 1148                   | 1148                  | 1148   | 1148   | 1148   | 1148   | 1148   | 1148   | 1148   | 1148   | 1148   | 1148   | 1148   | 1148   | 1148   | 1148   | 1148   | 1148   | 1148   |        |        |        |
| Sezon 2013/2014 |                             |                               |                           |                            |                                     |                            |                                       |                                      |                                      |                                     |                                      |                                   |                                     |                              |                               |                                   |                                |                                  |                             |                                 |                          |                             |                           |                           |                         |                                      |                               |                                  |                         |                                     |                     |                      |                        |                        |                       |        |        |        |        |        |        |        |        |        |        |        |        |        |        |        |        |        |        |        |        |
| Ruka 29.11 (SP C) | Ruka 30.11 (5 km C)         | Ruka 1.12 (10 km F)           | RT                        | Lillehammer 7.12 (10 km C) | Davos 14.12 (15 km F)               | Davos 15.12 (SP F)         | Asiago 21.12 (SP C)                   | Oberhof 28.12 (3 km F)               | Oberhof 29.12 (SP F)                 | Lenzerheide 31.12 (SP F)            | Lenzerheide 1.01 (10 km C)           | Toblach 3.01 (15 km F)            | Val di Fiemme 4.01 (5 km C)         | Val di Fiemme 5.01 (9 km F)  | TdS                           | Nové Město na Moravě 11.01 (SP F) | Szklarska Poręba 18.01 (SP F)  | Szklarska Poręba 19.01 (10 km C) | Toblach 1.02 (10 km C)      | Toblach 2.02 (SP F)             | Lahti 1.03 (SP F)        | Lahti 2.03 (10 km F)        | Drammen 5.03 (SP C)       | Oslo 9.03 (30 km C)       | Falun 14.03 (SP C)      | Falun 15.03 (2×7,5 km)               | FPŚ                           | punkty                           | punkty                  | punkty                              | punkty              | punkty               | punkty                 | punkty                 | punkty                | punkty | punkty | punkty | punkty | punkty | punkty | punkty | punkty | punkty | punkty | punkty | punkty | punkty | punkty |        |        |        |        |        |        |
| 13 | 2                           | 3                             | 1                         | 3                          | 1                                   | 1                          | -                                     | 1                                    | 5                                    | 13                                  | -                                    | -                                 | -                                   | -                            | -                             | -                                 | -                              | -                                | 1                           | 1                               | 10                       | 1                           | 2                         | 1                         | 1                       | 2                                    | 2                             | 1498                             | 1498                    | 1498                                | 1498                | 1498                 | 1498                   | 1498                   | 1498                  | 1498   | 1498   | 1498   | 1498   | 1498   | 1498   | 1498   | 1498   | 1498   | 1498   | 1498   | 1498   | 1498   | 1498   |        |        |        |        |        |        |
| Sezon 2014/2015 |                             |                               |                           |                            |                                     |                            |                                       |                                      |                                      |                                     |                                      |                                   |                                     |                              |                               |                                   |                                |                                  |                             |                                 |                          |                             |                           |                           |                         |                                      |                               |                                  |                         |                                     |                     |                      |                        |                        |                       |        |        |        |        |        |        |        |        |        |        |        |        |        |        |        |        |        |        |        |        |
| Ruka 29.11 (SP C) | Ruka 30.11 (10 km C)        | Lillehammer 5.12 (SP F)       | Lillehammer 6.12 (5 km F) | Lillehammer 7.12 (10 km C) | LT                                  | Davos 13.12 (10 km C)      | Davos 14.12 (SP F)                    | Davos 20.12 (10 km F)                | Davos 21.12 (SP F)                   | Oberstdorf 3.01 (3,2 km F)          | Oberstdorf 4.01 (10 km C)            | Val Müstair 6.01 (SP F)           | Toblach 7.01 (5 km C)               | Toblach 8.01 (15 km F)       | Val di Fiemme 10.01 (10 km C) | Val di Fiemme 11.01 (9 km F)      | TdS                            | Otepää 17.01 (SP C)              | Rybińsk 23.01 (10 km F)     | Rybińsk 24.01 (SP F)            | Rybińsk 25.01 (2×7,5 km) | Östersund 14.02 (SP C)      | Östersund 15.02 (10 km F) | Lahti 7.03 (SP F)         | Lahti 8.03 (10 km C)    | Drammen 11.03 (SP C)                 | Oslo 15.03 (30 km F)          | punkty                           | punkty                  | punkty                              | punkty              | punkty               | punkty                 | punkty                 | punkty                | punkty | punkty | punkty | punkty | punkty | punkty | punkty | punkty | punkty | punkty | punkty | punkty | punkty | punkty |        |        |        |        |        |        |
| 1 | 2                           | 1                             | 2                         | 3                          | 1                                   | 2                          | 4                                     | 1                                    | 1                                    | 1                                   | 1                                    | 1                                 | 1                                   | 1                            | 2                             | 3                                 | 1                              | -                                | -                           | -                               | -                        | 1                           | 2                         | 1                         | 1                       | 3                                    | 1                             | 2172                             | 2172                    | 2172                                | 2172                | 2172                 | 2172                   | 2172                   | 2172                  | 2172   | 2172   | 2172   | 2172   | 2172   | 2172   | 2172   | 2172   | 2172   | 2172   | 2172   | 2172   | 2172   | 2172   |        |        |        |        |        |        |
| Sezon 2016/2017 |                             |                               |                           |                            |                                     |                            |                                       |                                      |                                      |                                     |                                      |                                   |                                     |                              |                               |                                   |                                |                                  |                             |                                 |                          |                             |                           |                           |                         |                                      |                               |                                  |                         |                                     |                     |                      |                        |                        |                       |        |        |        |        |        |        |        |        |        |        |        |        |        |        |        |        |        |        |        |        |
| Ruka 26.11 (SP C) | Ruka 27.11 (10 km C)        | Lillehammer 2.12 (SP C)       | Lillehammer 3.12 (5 km F) | Lillehammer 4.12 (10 km C) | LT                                  | Davos 10.12 (15 km F)      | Davos 11.12 (SP F)                    | La Clusaz 17.12 (10 km F)            | Val Müstair 31.12 (SP F)             | Val Müstair 1.01 (5 km C)           | Oberstdorf 3.01 (2×5 km)             | Oberstdorf 4.01 (10 km F)         | Toblach 6.01 (5 km F)               | Val di Fiemme 7.01 (10 km C) | Val di Fiemme 8.01 (9 km F)   | TdS                               | Toblach 14.01 (SP F)           | Ulricehamn 21.01 (10 km F)       | Falun 28.01 (SP F)          | Falun 29.01 (15 km C)           | Pjongczang 3.02 (SP C)   | Pjongczang 4.02 (2×7,5 km)  | Otepää 18.02 (SP F)       | Otepää 19.02 (10 km C)    | Drammen 8.03 (SP C)     | Oslo 12.03 (30 km C)                 | Québec 17.03 (SP F)           | Québec 18.03 (10 km C)           | Québec 19.03 (10 km F)  | FPŚ                                 | punkty              | punkty               | punkty                 | punkty                 | punkty                | punkty | punkty | punkty | punkty | punkty | punkty | punkty | punkty | punkty | punkty | punkty | punkty | punkty | punkty | punkty | punkty | punkty | punkty | punkty | punkty |
| 10 | 1                           | 8                             | 3                         | 6                          | 4                                   | -                          | -                                     | 2                                    | -                                    | -                                   | -                                    | -                                 | -                                   | -                            | -                             | -                                 | -                              | 1                                | 9                           | 1                               | -                        | -                           | 14                        | 1                         | 14                      | 1                                    | 7                             | 1                                | 1                       | 1                                   | 1307                | 1307                 | 1307                   | 1307                   | 1307                  | 1307   | 1307   | 1307   | 1307   | 1307   | 1307   | 1307   | 1307   | 1307   | 1307   | 1307   | 1307   | 1307   | 1307   | 1307   | 1307   | 1307   | 1307   | 1307   | 1307   |
| Sezon 2017/2018 |                             |                               |                           |                            |                                     |                            |                                       |                                      |                                      |                                     |                                      |                                   |                                     |                              |                               |                                   |                                |                                  |                             |                                 |                          |                             |                           |                           |                         |                                      |                               |                                  |                         |                                     |                     |                      |                        |                        |                       |        |        |        |        |        |        |        |        |        |        |        |        |        |        |        |        |        |        |        |        |
| Ruka 24.11 (SP C) | Ruka 25.11 (10 km C)        | Ruka 26.11 (10 km F)          | RT                        | Lillehammer 2.12 (SP C)    | Lillehammer 3.12 (2×7,5 km)         | Davos 9.12 (SP F)          | Davos 10.12 (10 km F)                 | Toblach 16.12 (10 km F)              | Toblach 17.12 (10 km C)              | Lenzerheide 30.12 (SP F)            | Lenzerheide 31.12 (10 km C)          | Lenzerheide 1.01 (10 km F)        | Oberstdorf 4.01 (10 km F)           | Val di Fiemme 6.01 (10 km C) | Val di Fiemme 7.01 (9 km F)   | TdS                               | Drezno 13.01 (SP F)            | Planica 20.01 (SP C)             | Planica 21.01 (10 km C)     | Seefeld 27.01 (SP F)            | Seefeld 28.01 (10 km F)  | Lahti 3.03 (SP F)           | Lahti 4.03 (10 km C)      | Drammen 7.03 (SP C)       | Oslo 11.03 (30 km F)    | Falun 16.03 (SP F)                   | Falun 17.03 (10 km C)         | Falun 18.03 (10 km F)            | FPŚ                     | punkty                              | punkty              | punkty               | punkty                 | punkty                 | punkty                | punkty | punkty | punkty | punkty | punkty | punkty | punkty | punkty | punkty | punkty | punkty | punkty | punkty | punkty | punkty | punkty | punkty | punkty | punkty |        |
| 41 | 1                           | 5                             | 2                         | 18                         | 4                                   | -                          | 9                                     | 5                                    | 1                                    | -                                   | -                                    | -                                 | -                                   | -                            | -                             | -                                 | -                              | -                                | -                           | -                               | 5                        | 10                          | 3                         | -                         | 1                       | 3                                    | 2                             | 3                                | 1                       | 1078                                | 1078                | 1078                 | 1078                   | 1078                   | 1078                  | 1078   | 1078   | 1078   | 1078   | 1078   | 1078   | 1078   | 1078   | 1078   | 1078   | 1078   | 1078   | 1078   | 1078   | 1078   | 1078   | 1078   | 1078   | 1078   |        |
| Legenda |                             |                               |                           |                            |                                     |                            |                                       |                                      |                                      |                                     |                                      |                                   |                                     |                              |                               |                                   |                                |                                  |                             |                                 |                          |                             |                           |                           |                         |                                      |                               |                                  |                         |                                     |                     |                      |                        |                        |                       |        |        |        |        |        |        |        |        |        |        |        |        |        |        |        |        |        |        |        |        |
| 1 2 3 4–10 11–30 31–100 wyniki anulowane DNF – zawodnik nie ukończył biegu, „–” – zawodnik nie wystartował TdS – Tour de Ski FPŚ – Finał Pucharu Świata RT – Ruka Triple LT – Lillehammer Tour STK – Ski Tour Kanada |                             |                               |                           |                            |                                     |                            |                                       |                                      |                                      |                                     |                                      |                                   |                                     |                              |                               |                                   |                                |                                  |                             |                                 |                          |                             |                           |                           |                         |                                      |                               |                                  |                         |                                     |                     |                      |                        |                        |                       |        |        |        |        |        |        |        |        |        |        |        |        |        |        |        |        |        |        |        |        |